# هیوندای گرنجور
هیوندای گرنجور (به انگلیسی: Hyundai Grandeur) و (به کره‌ای: 현대 그랜저) یک سدان اندازه بزرگ است که از سال ۱۹۸۶ توسط هیوندای کره جنوبی، در هفت نسل تولید و به بازار عرضه شده است.
از سال ۱۹۸۶ تا ۱۹۹۶، گرنجور پرچم‌دار مجموعه هیوندای در کره جنوبی قبل از معرفی هیوندای دیناستی بود. این خودرو با نام هیوندای آزرا (به انگلیسی: Hyundai Azera) در بازار جهانی عرضه می‌شود. این خودرو با نام آزرا تا زمان ورود جنسیس سدان، پرچم‌دار هیوندای در آمریکا و کانادا بود. پس از راه اندازی شرکت جداگانه جنسیس، ‏گرنجور/آزرا جایگاه خود را به عنوان پرچم‌دار این شرکت از سر گرفت.
از سال ۲۰۱۷، مدل‌های دیگر آزرا در آمریکا و کانادا به بازار عرضه نمی‌شود. این سدان همچنان در کره جنوبی و خاورمیانه در دسترس است.

## نسل اول (وای‌اف‌ال (YFL)؛ ۱۹۸۶)
نسل اول گرنجور یک بازنشانی از میتسوبیشی دبون‌ایر بود که توسط هیوندای تولید شد. در ابتدا با نسخه ۲ لیتری SOHC MPI از موتور میتسوبیشی که در نسل اول سوناتا استفاده شد، یک موتور ۲٫۴ لیتری SOHC MPI در سال ۱۹۸۷ اضافه شد. یک مدل موتور ۶ سیلندر ۳ لیتری در سال ۱۹۹۱ برای رقابت بهتر با دوو امپریال عرضه شد.

### زمینه

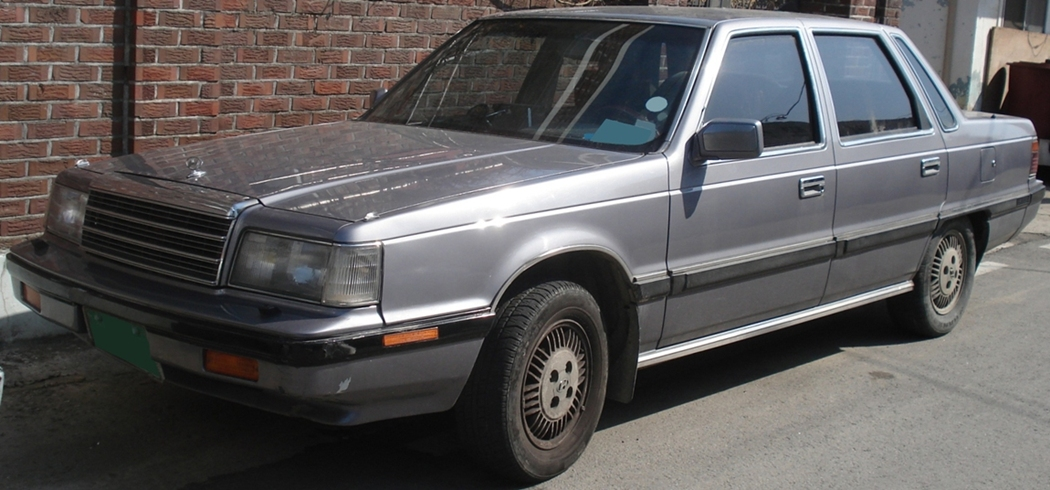
هیوندای گرنجور، نمای جلو ۱۹۸۶–۱۹۸۹

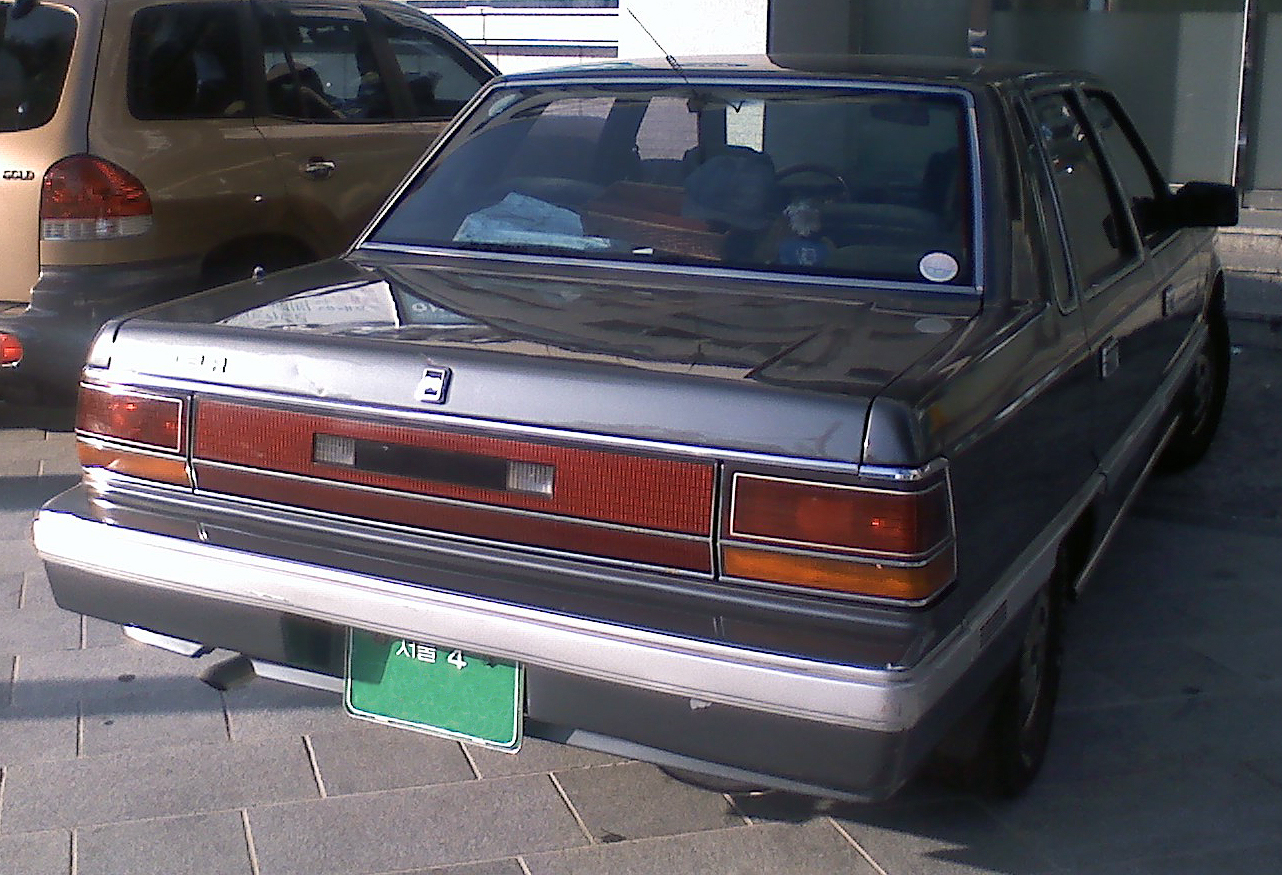
هیوندای گرنجور، نمای عقب ۱۹۸۶–۱۹۸۹

قبل از المپیک ۱۹۸۸ سئول، بیشتر بازار خودروهای لوکس کره جنوبی در اختیار دوو موتورز و سری رویال بود. از اکتبر ۱۹۷۸، بهترین پیشنهاد هیوندای در کره جنوبی یک فورد گرانادا مارک II ساخت محلی بود. دوو رویال اما در بازار بر گرانادا مسلط بود و هیوندای سعی کرد با طراحی خاص خود وارد بازار خودروهای لوکس شود. در مواجهه با رقابت سخت برند قدرتمند دوو موتورز، هیوندای این تلاش را رها کرد و در عوض پلتفرم، فناوری و پیکربندی داخلی را از میتسوبیشی موتورز قرض گرفت تا اولین هیوندای گرنجور را بسازد.
در اوایل دهه هشتاد، میتسوبیشی موتورز همچنین می‌خواست مدل قدیمی دبون‌ایر خود را که از زمان عرضه در بازار در سال ۱۹۶۴ به‌طور قابل توجهی بروز نشده بود را تجدید کند و از همه مهم‌تر یک موتور. از آنجایی که هیوندای اسپانسر رسمی المپیک ۱۹۸۸ سئول بود، از این فرصت استفاده کرد تا تمامی مدیران و افراد مهم را در مورد خودروی جدید خود، یعنی گرنجور مطلع کند. به دلیل پایه میتسوبیشی و کیفیت خوب آن، در کره بسیار محبوب شد.

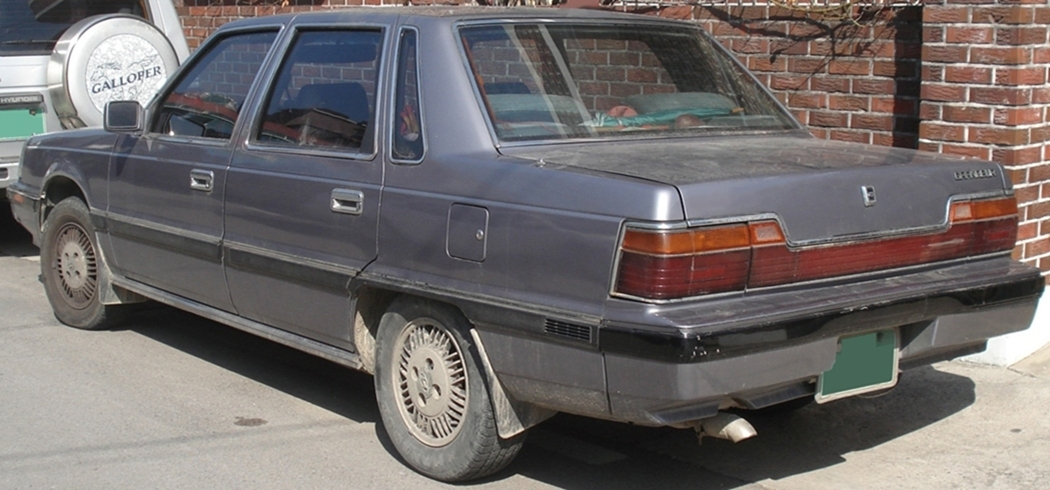
هیوندای گرنجور، نمای عقب ۱۹۸۹–۱۹۹۲

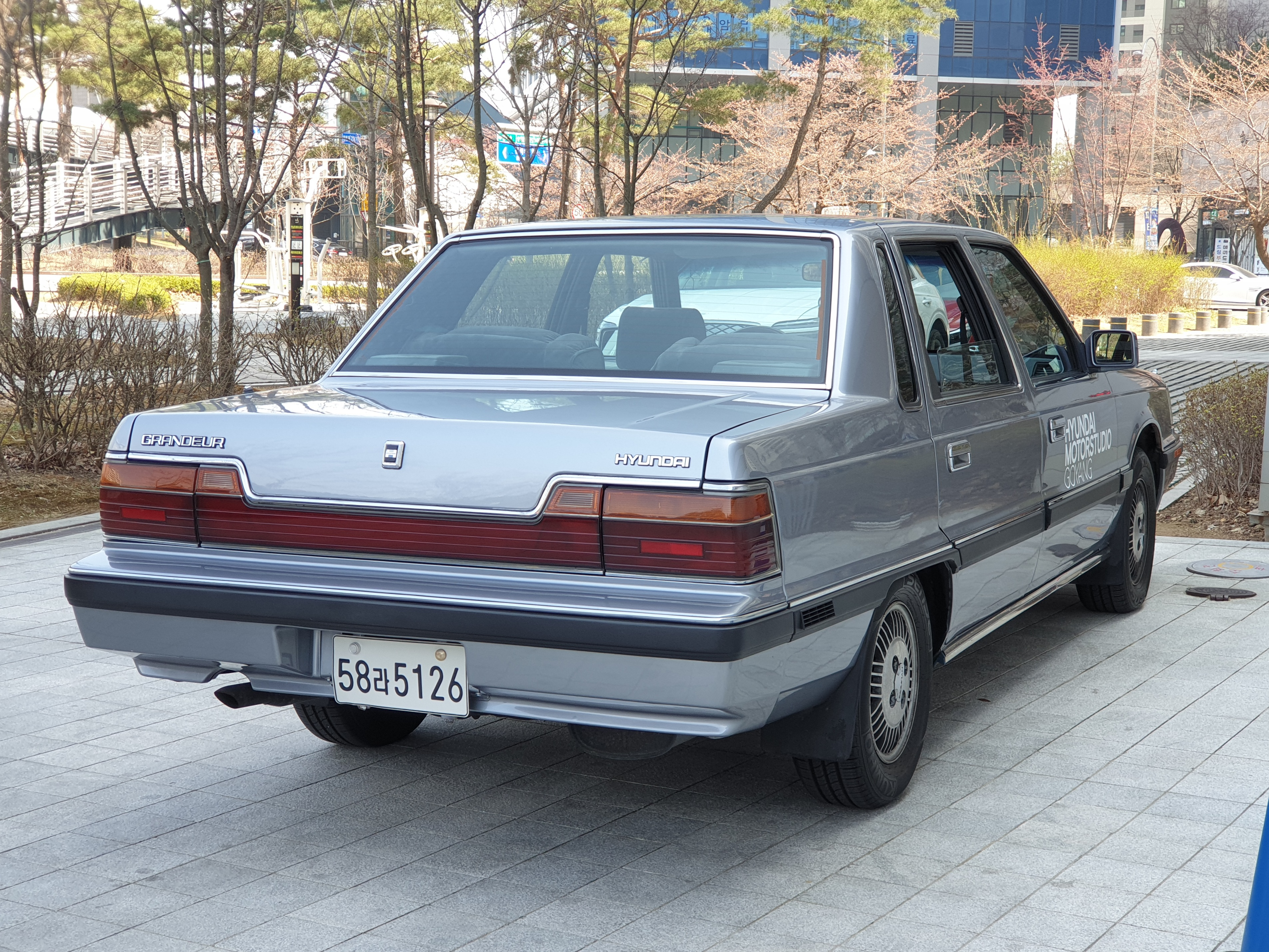
۱۹۸۹–۱۹۹۲ گرنجور،  نمای عقب
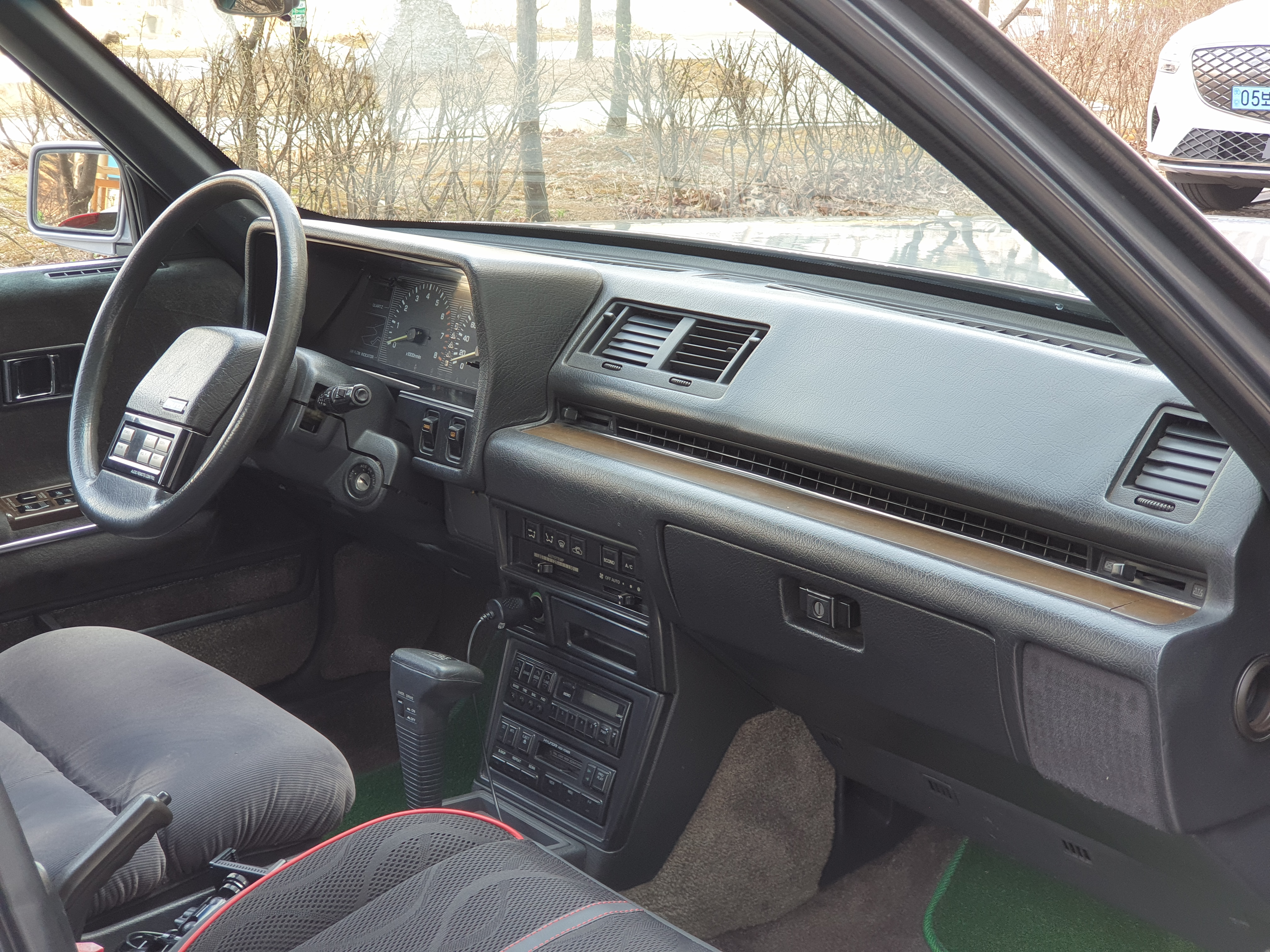
۱۹۸۹–۱۹۹۲ گرنجور،  نمای داخلی

همچنین با نام «گاک (زاویه) -گرنجور» نیز نامیده می‌شد و جانشین گرانادای ساخت هیوندای شد. اسپانسر رسمی المپیک هیوندای موتور، گرنجور را با میتسوبیشی موتورز ژاپن توسعه داد و آن را در ژوئیه ۱۹۸۶، قبل از بازی‌های المپیک تابستانی ۱۹۸۸، به بازار عرضه کرد. طراحی توسط هیوندای موتورز انجام شده است، اما پیکربندی داخلی توسط میتسوبیشی انجام شده است. این دومین مدل طرح بندی FF در کره پس از هیوندای اکسل بود. در ابتدا فقط یک موتور ۴ سیلندر ۲۰۰۰ سی سی و گیربکس دستی ارائه می‌شد، اما بعداً موتور ۶ سیلندر ۲۴۰۰ سی سی، ۳۰۰۰ سی سی و گیربکس اتوماتیک در دسترس قرار گرفت. گرنجور با اختلاف قابل توجهی به پرفروش‌ترین خودروی بزرگ کره تبدیل شد. این خودرو همچنین در ژاپن با نام میتسوبیشی دبون‌ایر V فروخته می‌شد، اما این کلاس قبلاً توسط تویوتا کراون، نیسان سدریک/گلوریا، مزدا لوسی و هوندا لجند جذب شده بود و دبون‌ایر در بازار داخلی خود قابل رقابت نبود.
طراحی چراغ عقب گرنجور در سال ۱۹۸۹ تغییر کرد و ای‌بی‌اس (ABS) اولین بار در سال ۱۹۹۱ عرضه شد. گرنجور نسل اول دارای گیربکس ۴ سرعته اتوماتیک و ۵ سرعته دستی بود. پس از ساخت ۱۲۲٫۰۷۴ دستگاه خودرو، تولیدش در سپتامبر ۱۹۹۲ متوقف شد.

### گرنجور ای‌وی (EV)
هیوندای نمونه‌ای از نسل اول گرنجور را به‌عنوان یک نسخه مفهومی ای‌وی به نام «هیوندای گرنجور میراث» با استفاده از زبان طراحی «پیکسل پارامتری» از خط آیونیک بازسازی کرد. این خودرو سی و پنجمین سالگرد گرنجور را جشن می‌گیرد و در ۱۲ نوامبر ۲۰۲۱ در هیوندای موتور استودیوی گویانگ عرضه شد. این دومین ای‌وی از سری میراث رستومود بعد از پونی ای‌وی است و گالوپر ای‌وی به دنبال آن خواهد بود.

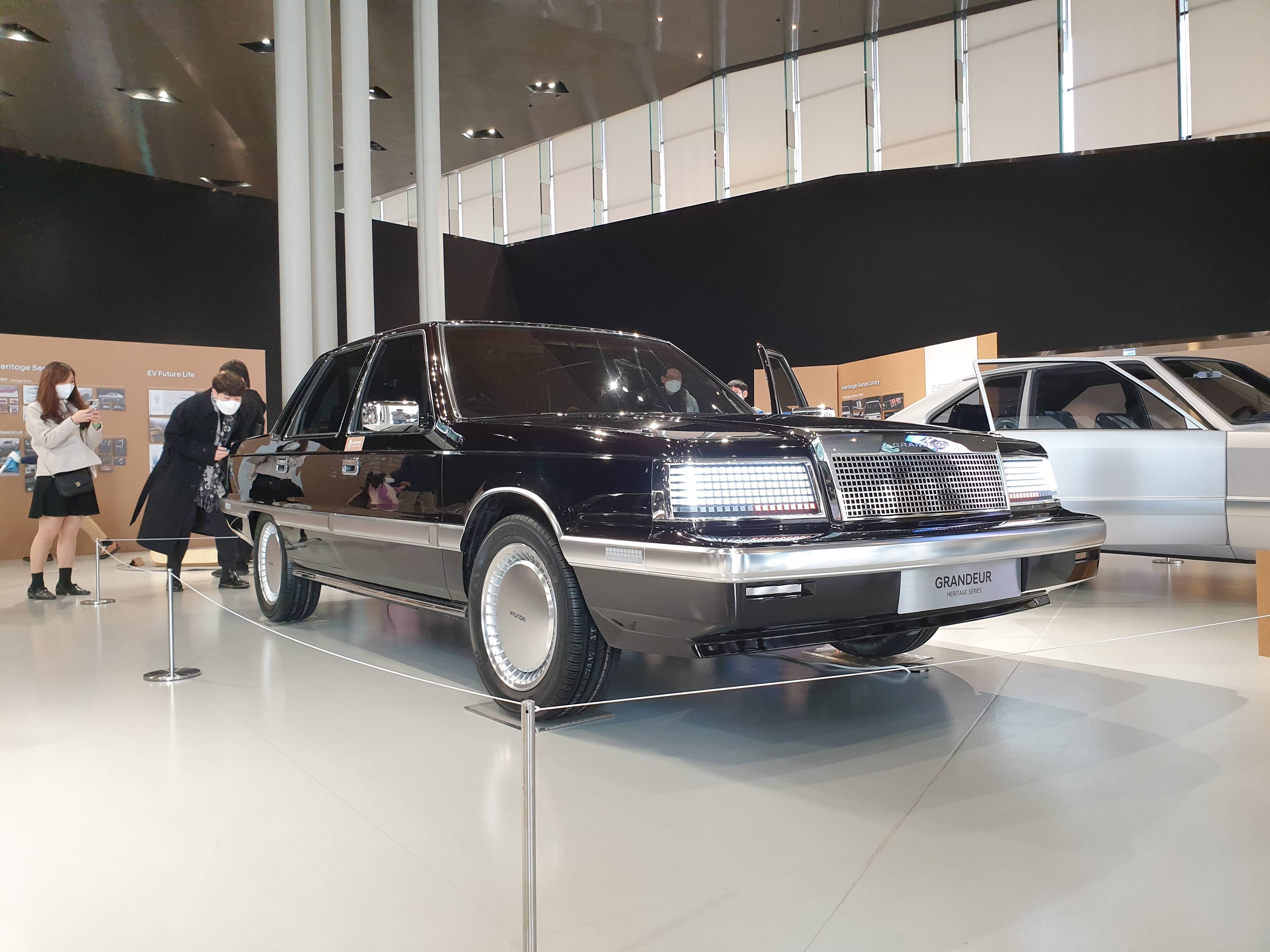
نمای جلو
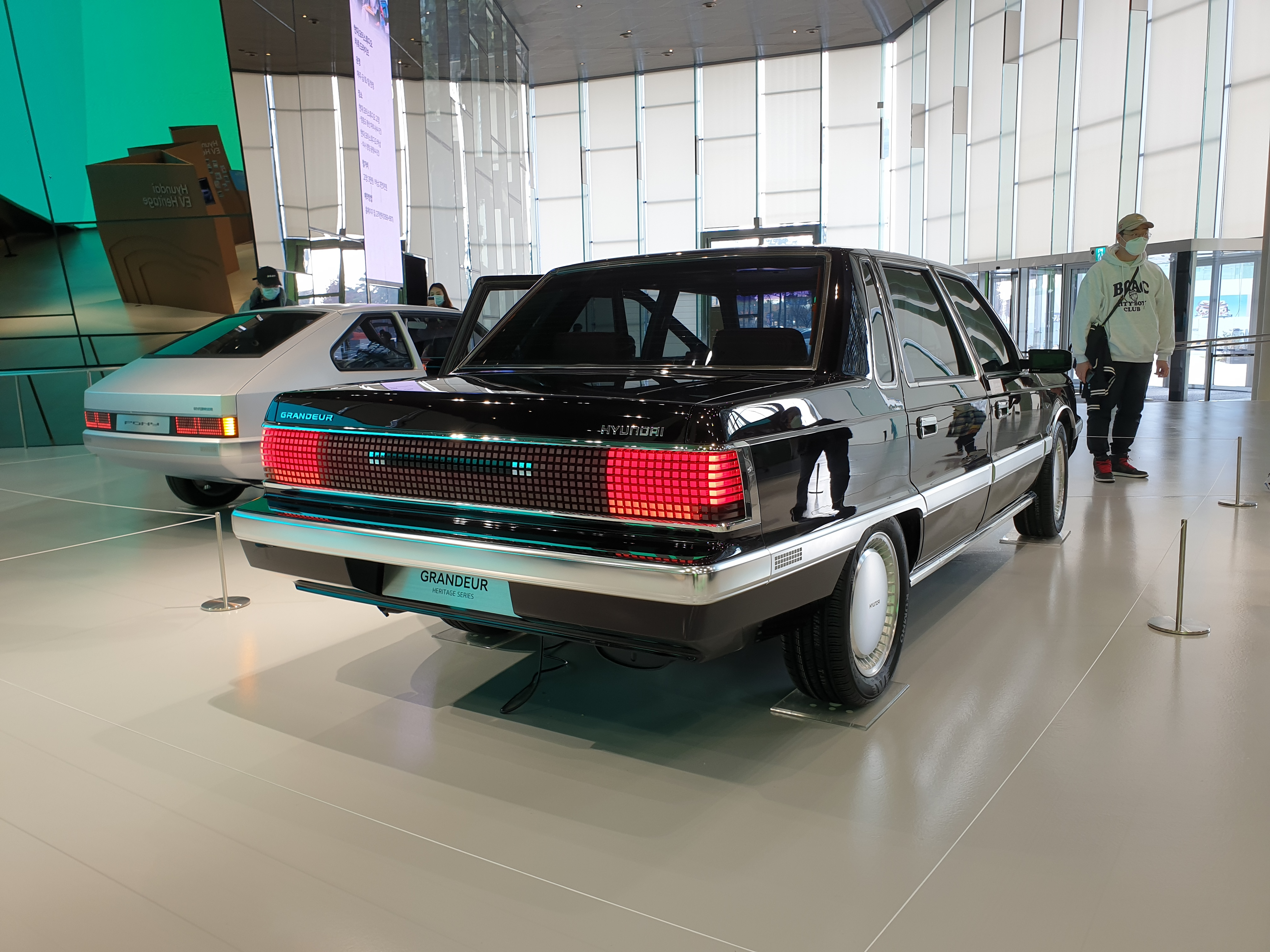
نمای عقب
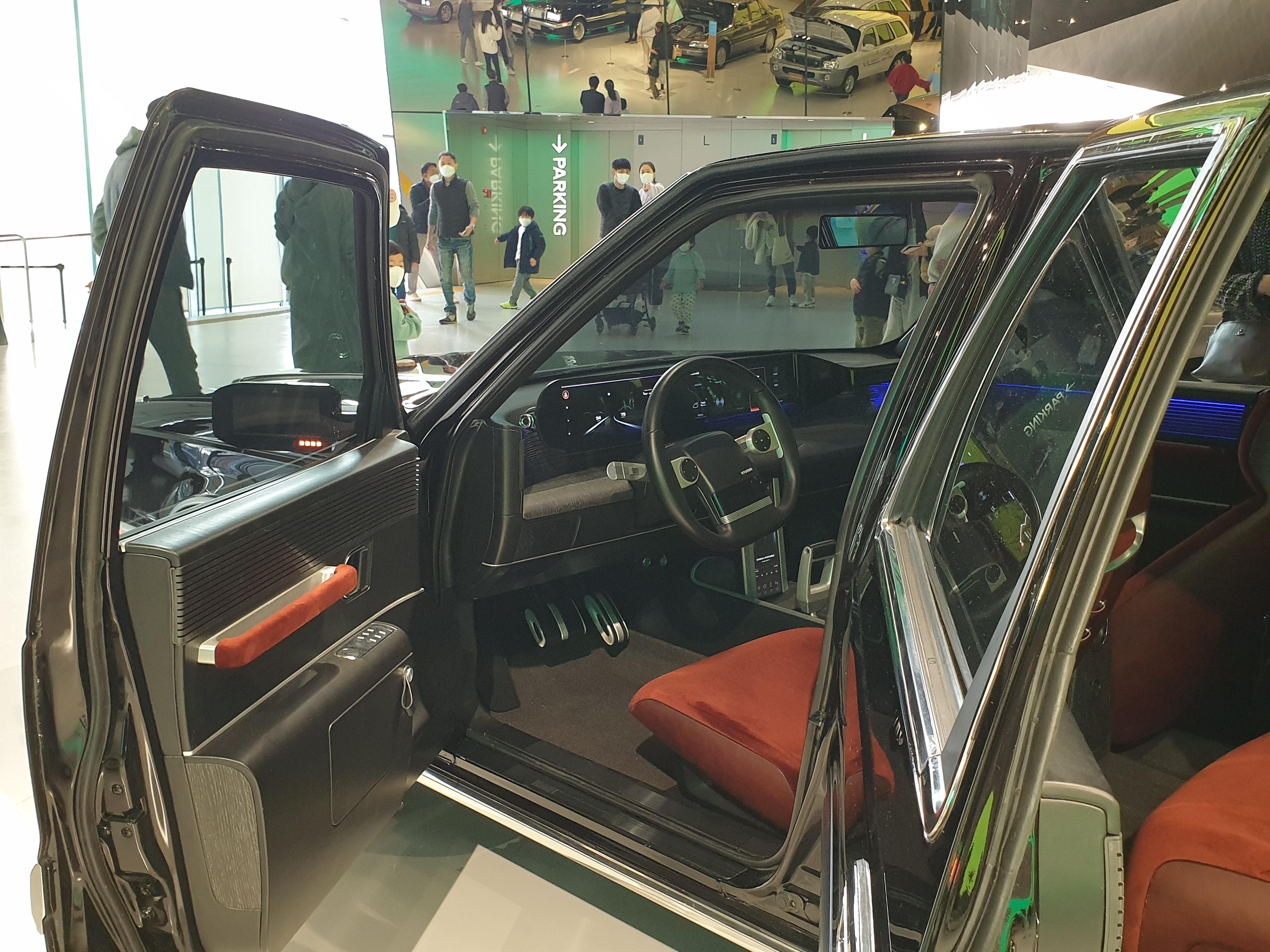
نمای داخلی
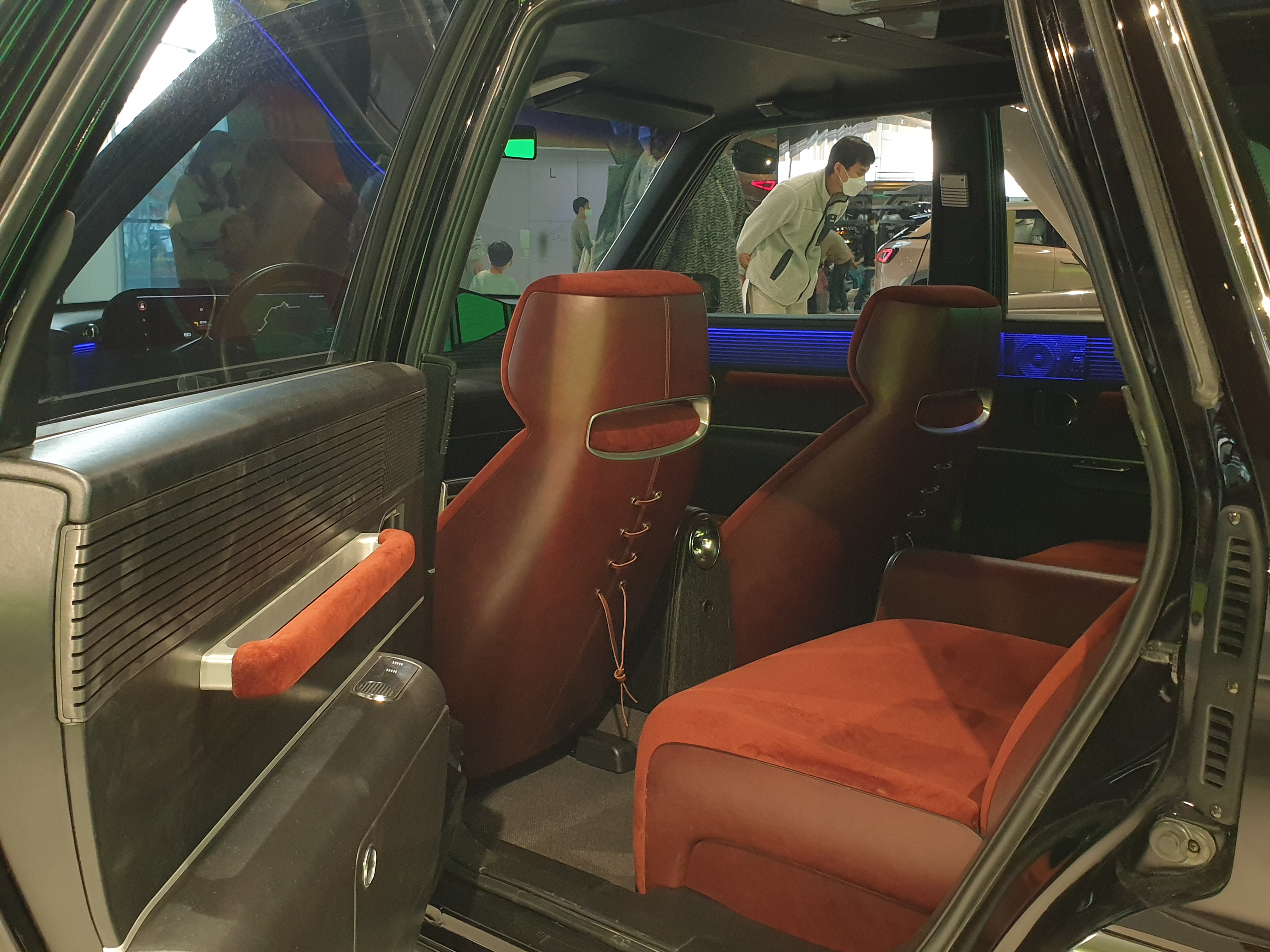
نمای داخلی
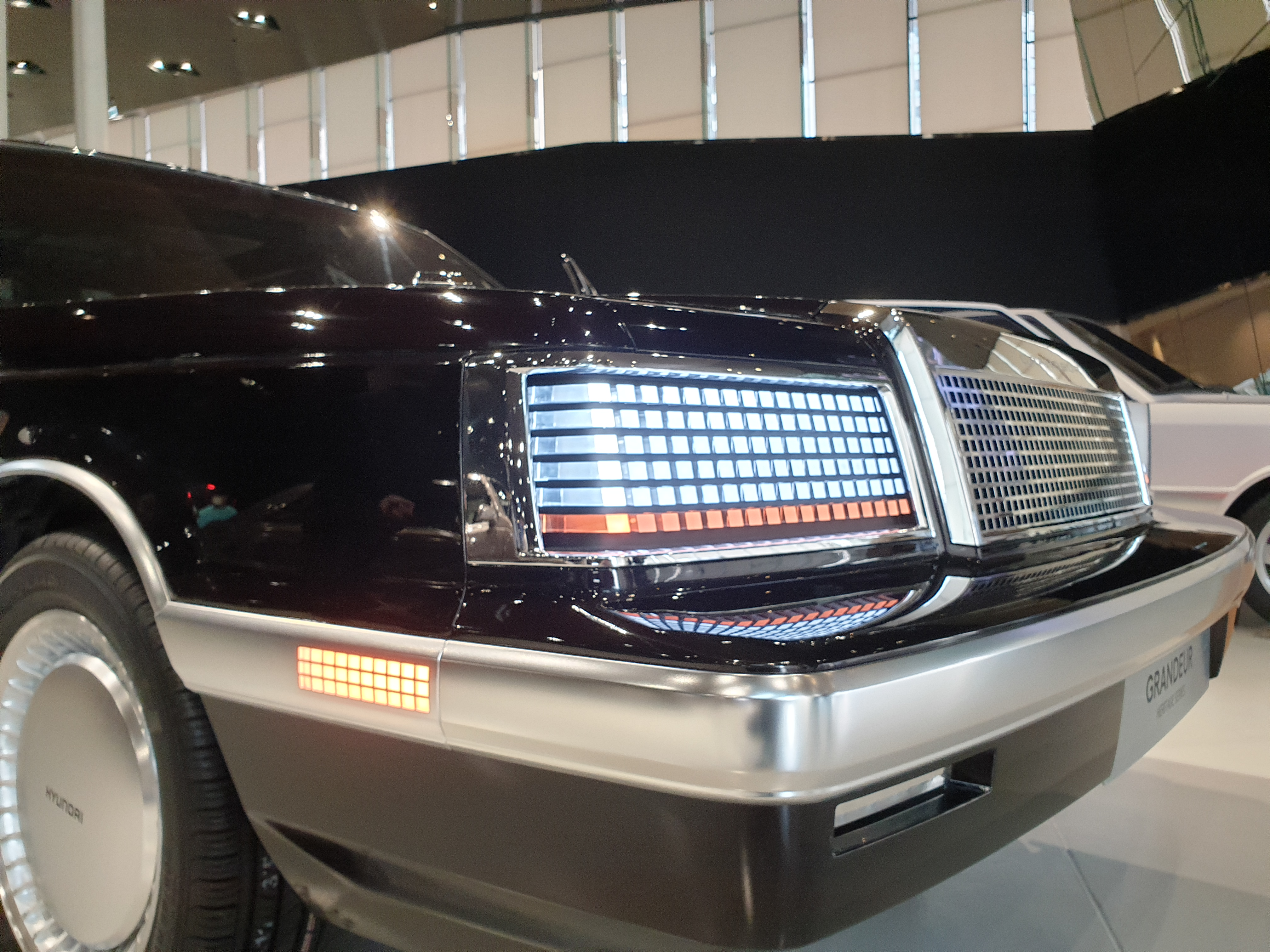
جزئیات چراغ جلو «پیکسل پارامتری»
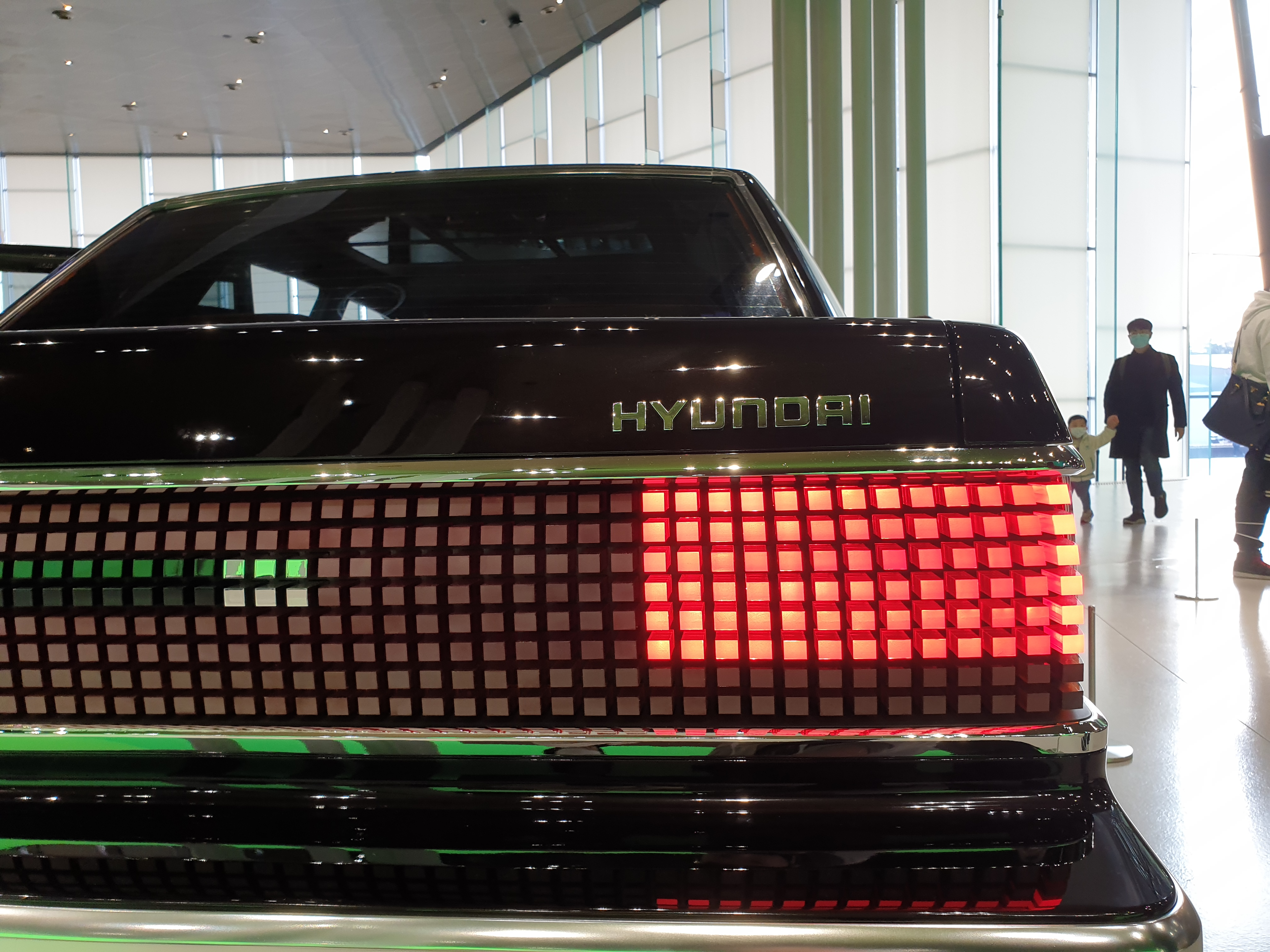
جزئیات چراغ عقب

## نسل دوم (ال‌ایکس (LX)؛ ۱۹۹۲)
گرنجور جدید و نسل سوم میتسوبیشی دبون‌ایر محصول توسعه مشترک هیوندای و میتسوبیشی موتورز بودند. میتسوبیشی مسئولیت پیشرانه و هیوندای مسئول طراحی بدنه و تریم بود. تولید این خودرو از سپتامبر ۱۹۹۲ آغاز شد و در سال ۱۹۹۸ به پایان رسید.

### پیشرانه

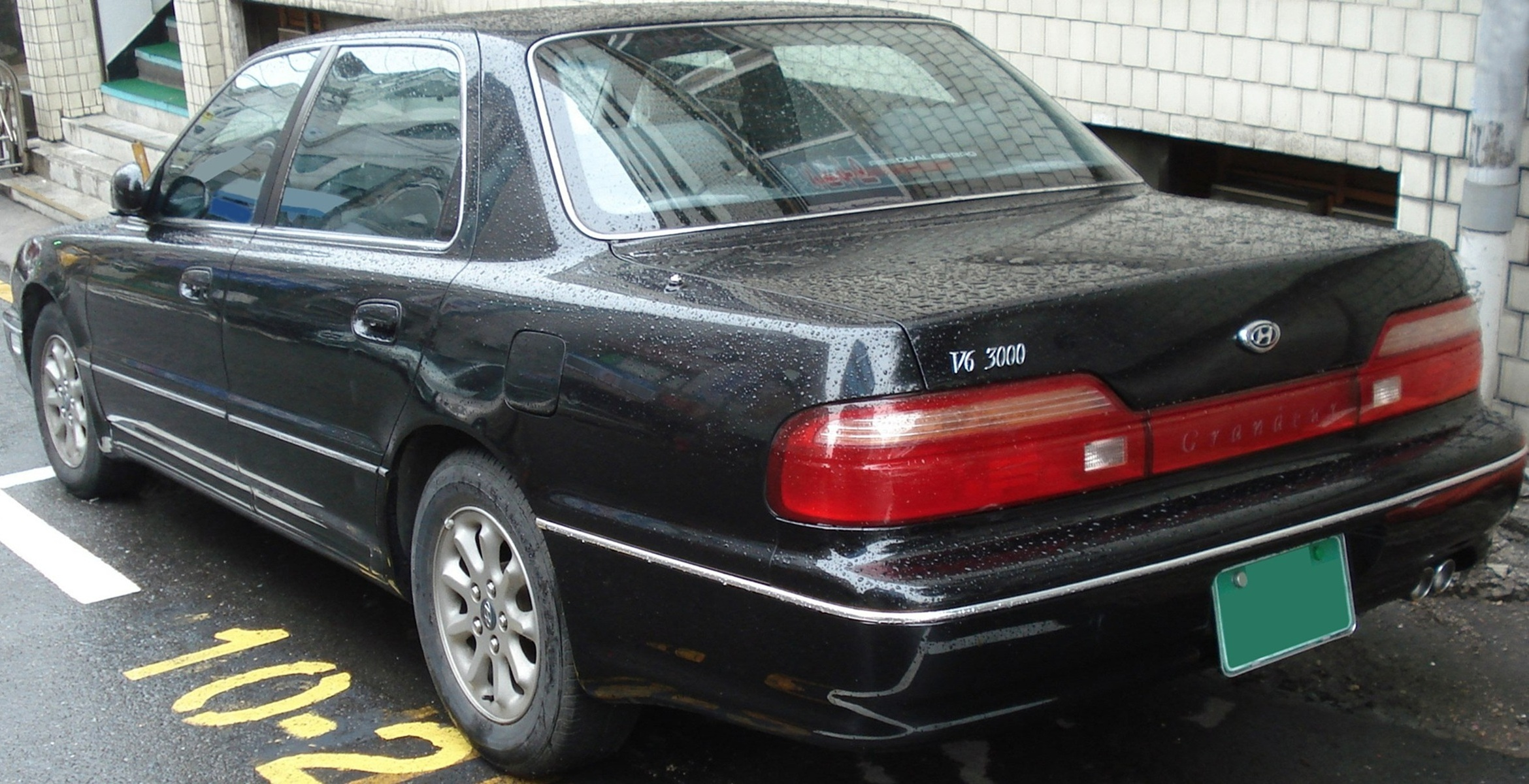
هیوندای گرنجور، نمای عقب ۱۹۹۲–۱۹۹۸

«گرنجور جدید» در سطوح مختلف و فقط ترکیب موتور V6 (۲لیتری، ۲/۵لیتری، ۳لیتری و ۳/۵لیتری) عرضه شد. گرنجور جدید پس از اولین نسل گرنجور که جایگزین آن شد به موفقیت بزرگی دست یافت. با این حال، استقبال از همان مدلی که توسط میتسوبیشی در ژاپن عرضه شده بود، در نهایت باعث شد تا میتسوبیشی زودتر از حد انتظار تولید آن را متوقف کند.
موتورهای ۳ لیتری و ۳/۵ لیتری که توسط میتسوبیشی ساخته شده بودند، بقایای اساسی هیوندای بود که در آن زمان توانایی تولید موتورهای آن اندازه را نداشت. پس از متوقف شدن تولید دبون‌ایر در ژاپن، هیوندای-میتسوبیشی به تولید هیوندای ایکوئس، سدان‌های پرچم‌دار ممتاز میتسوبیشی دیگنیتی، کمی کوچکتر هیوندای دیناستی و میتسوبیشی پروجه روی آورد. از زمان تولید هیوندای ایکوئس، هیوندای تمام موتورهای خود را در خط تولید خود توسعه می‌دهد، از جمله موتور Tau که ۴٫۶ لیتر است و موتور برجسته ای در هیوندای جنسیس است.

### واکنش عمومی
اگرچه به خارج از بازار داخلی صادر نمی‌شد، اما نسل دوم گرنجور در بازار داخلی کره به عنوان سدان پرچم‌دار هیوندای موفق بود. این مدل در کره به یک نماد وضعیت تبدیل شد که بسیاری از سیاستمداران و مدیران تجاری ثروتمند از آن استفاده کرده‌اند.

## نسل سوم (ایکس‌جی (XG)؛ ۱۹۹۸)

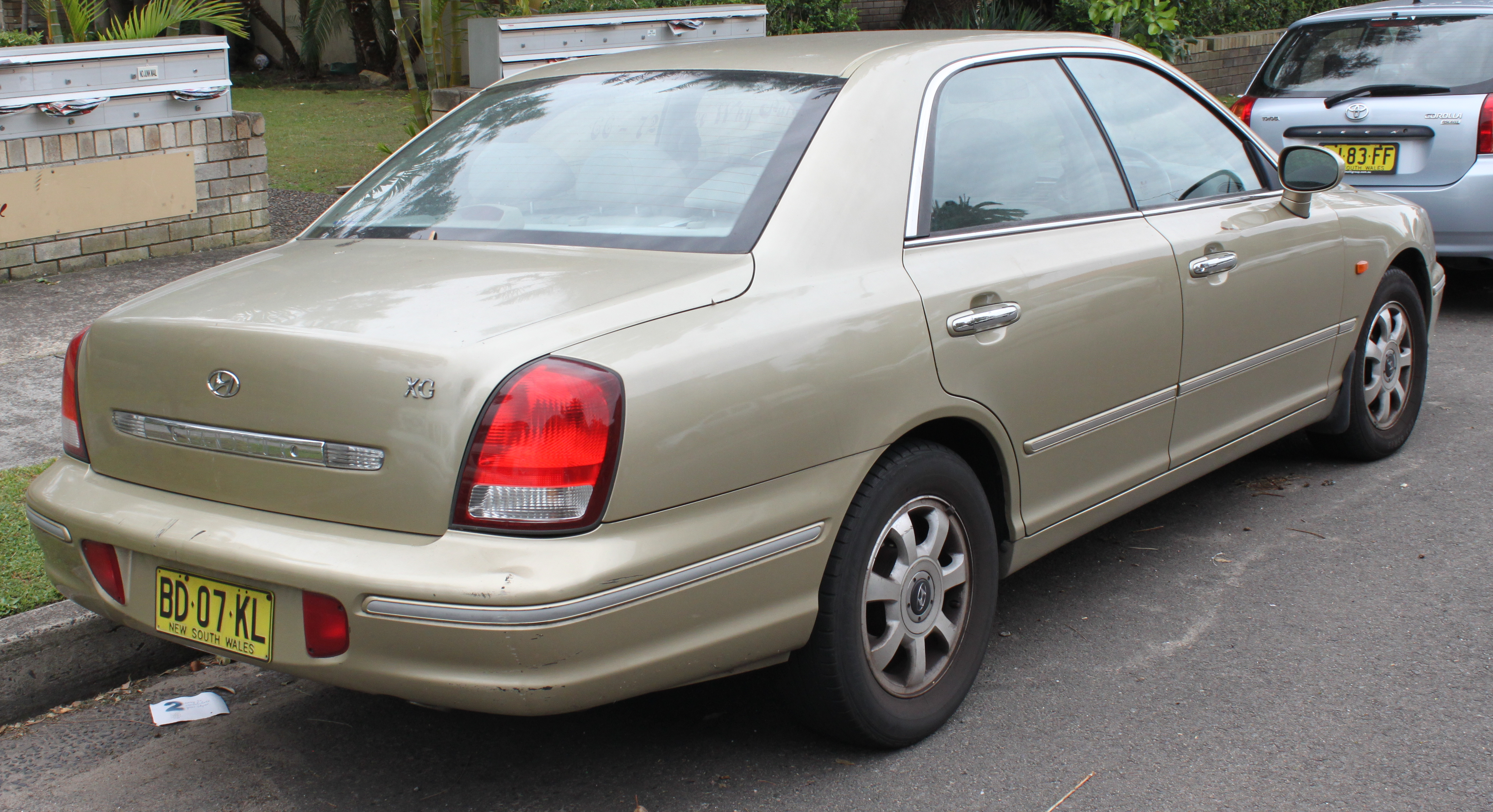
هیوندای گرنجور ۲۰۰۲ (ایکس‌جی) سدان ایکس‌جی (استرالیا)

نسل سوم گرنجور با نام گرنجور ایکس‌جی به بازار عرضه شد، که با کد توسعه داخلی آن مطابقت دارد. در آمریکای شمالی و ژاپن، با نام هیوندای ایکس‌جی به فروش رسید. دو نسل اول اساساً میتسوبیشی دبون‌ایر بودند که فقط نشان تجاری آن‌ها تغییر کرده بود، اما نسل سوم به طور کامل توسط هیوندای و با استفاده از تجربیات فنی به دست آمده از دو نسل قبلی توسعه یافت. کیا اپیروس (آمانتی در آمریکای شمالی) از یک مدل اصلاح‌شده پلتفرم گرنجور/ایکس‌جی استفاده می‌کرد. پس از این نسل، هیوندای نسل بعدی را از ابتدا و با استفاده از فناوری‌های انباشته شده در نسل‌های گذشته به‌طور کامل توسعه داد و این امر صادرات ایکس‌جی را به خارج از کره جنوبی بدون پیچیدگی‌های قانونی امکان‌پذیر ساخت.
با بهره‌گیری از وجهه‌ی لوکس خود، نام ایکس‌جی بعداً به هیوندای تراجت (که در بازار داخلی کره جنوبی عرضه می‌شد و از همان پلتفرم گرنجور ایکس‌جی استفاده می‌کرد) نیز اطلاق شد.

### ایکس‌جی۲۵۰

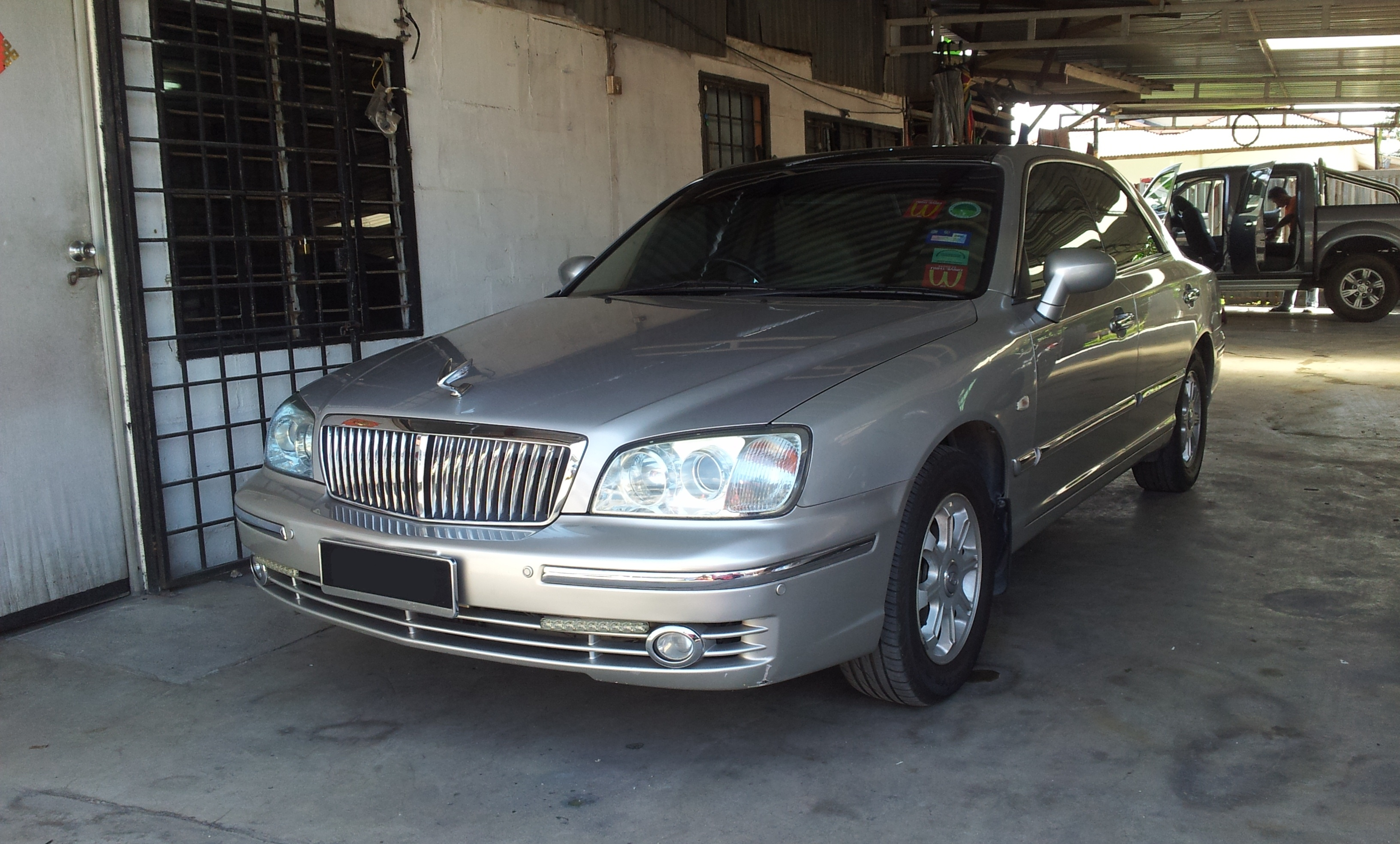
هیوندای گرنجور ایکس‌جی۲۵۰ ۲۰۰۳–۲۰۰۵ (مالزی)

‏ایکس‌جی۲۵۰ در سال ۱۹۹۹ با موتور ۲/۵ لیتر دلتا وی۶ معرفی شد. همچنین در برخی بازارها با نام ایکس‌جی۲۵ عرضه می‌شد و تا سال ۲۰۰۵ تولید می‌شد. یک مدل ۲ لیتری به نام ایکس‌جی۲۰ برای برخی بازارها از جمله کره جنوبی وجود داشت.
- عملکرد
  - شتاب: ۰-۶۰ مایل بر ساعت در ۱۰/۶ ثانیه
  - حداکثر سرعت: ۲۰۴ کیلومتر بر ساعت (۱۲۷ مایل بر ساعت)
  - قدرت: ۱۶۵ اسب بخار ترمز (۱۲۳ کیلووات)

### ایکس‌جی۳۰۰
مدل ایکس‌جی۳۰۰ در سال ۱۹۹۹ با موتور ۳ لیتر سیگما وی۶ معرفی شد.
این مدل از سال‌های ۲۰۰۱ تا ۲۰۰۳ تولید و با نام ایکس‌جی۳۰ در اروپا و کشورهای آسیایی به بازار عرضه شد. همچنین مدلی ۲/۵ لیتری به نام ایکس‌جی۲۵ در برخی کشورها از جمله فرانسه، به فروش رسید.
در ایالات متحده، ایکس‌جی۳۰۰ مجهز به موتور ۳ لیتری وی۶ فقط برای مدل سال ۲۰۰۱ در دسترس بود. مدل ال (L) شامل صندلی‌های جلوی گرم‌کن‌دار، چراغ‌های مطالعه صندلی عقب، صندلی راننده با حافظه دو حالته و آینه‌های جانبی، سانروف برقی، سیستم صوتی ۶ بلندگو اینفینیتی AM/FM/CD/cassette، فرمان با تزئینات چوبی، آینه دید عقب الکتروکرومیک با یک درب بازکن گاراژ سازگار با هوم‌لینک سه کاناله و یک ویژگی کمک پارک بود که به طور خودکار آینه‌های جانبی را هنگام قرار دادن گیربکس در حالت دنده عقب به سمت پایین متمایل می‌کرد. سیستم کنترل آب و هوای الکترونیکی اتوماتیک به عنوان گزینه اضافی در دسترس بود، به همراه سانروف برقی در مدل پایه و یک تعویض‌کننده سی‌دی هشت دیسکی نصب شده در صندوق عقب برای مدل ال (L) بود.
- عملکرد
  - شتاب: ۰-۶۰ مایل در ساعت در ۹/۸ ثانیه
  - حداکثر سرعت: ۲۱۴ کیلومتر بر ساعت (۱۳۳ مایل بر ساعت)
  - قدرت: ۱۸۱ اسب بخار ترمز (۱۳۵ کیلووات)

### ایکس‌جی۳۵۰

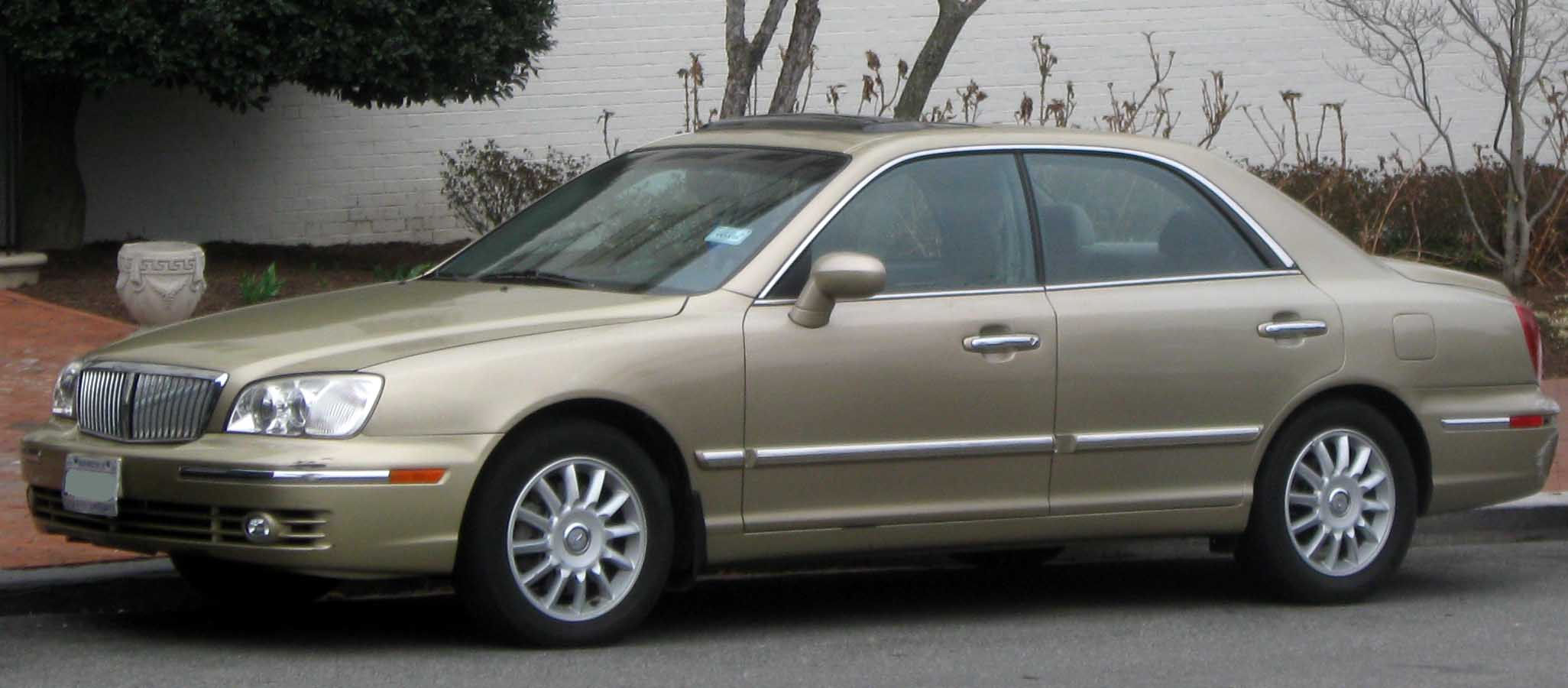
هیوندای ایکس‌جی۳۵۰ال ۲۰۰۴–۲۰۰۵ (ایالت متحده آمریکا)

مدل‌های ایکس‌جی۳۵۰ در سال ۲۰۰۲ به موتور بزرگ‌تر ۳/۵ لیتری وی۶ سیگما با قدرت ۱۹۴ اسب بخار (۱۴۵ کیلووات) مجهز شدند. این موتور در مقایسه با موتور قبلی، ۲ اسب بخار (۱٫۵ کیلووات) قدرت بیشتر و ۳۸ پوند-فوت (۵۲ نیوتن متر) گشتاور بیشتر در مجموع ۲۱۶ پوند-فوت (۲۹۳ نیوتن متر) ارائه می‌داد. رینگ‌های آلومینیومی ۱۰ پره‌ای براق ۱۶ اینچی، یک اینچ بزرگ‌تر از مدل سال ۲۰۰۱ بودند. در ایالات متحده، سانروف برقی دیگر در مدل‌های پایه ارائه نمی‌شد. سال ۲۰۰۳ شاهد تغییر صفحه آمپر و بروزرسانی گرافیک‌های کامپیوتر سفری کنسول بود.
در سال ۲۰۰۴، ایکس‌جی۳۵۰ ترمزهای جلوی بزرگتری (دیسک‌ها از ۱۰/۹ اینچ به ۱۲ اینچ افزایش یافتند) دریافت کرد که در نتیجه به لاستیک زاپاس ۱۶ اینچی به عنوان تجهیزات استاندارد نیاز داشت و جایگزین طرح «صرفه‌جوی فضا» مورد استفاده از سال ۲۰۰۱ شد. از دیگر تغییرات این سال می‌توان به سپرهای جلو و عقب، قالب‌های بدنه، چراغ‌های جلو (اکنون با قابلیت اچ‌آی‌دی)، چراغ‌های رانندگی، چراغ‌های عقب، جلوپنجره و درب صندوق عقب با جایگاه پلاک توکار اشاره کرد. چراغ ترمز نصب شده در بالای خودرو در شیشه عقب، به طراحی جدید ال‌ئی‌دی تغییر یافت. تزئینات چوبی داخلی به سایه‌ای روشن‌تر تغییر کرد، جعبه دستکش و محفظه‌های ذخیره‌سازی اکنون با مواد خاکستری زغالی (قبلاً مشکی) پوشانده شده بودند، پنل‌های کلیدهای بالا برنده برقی پنجره‌های نصب شده روی درب اکنون با رنگ داخلی مطابقت داشتند (قبلاً از چوب براق بودند)، اتصال‌های صندلی توکار امکان نصب ایمن صندلی‌های کودک در هر سه موقعیت صندلی عقب را فراهم می‌کرد و لولاهای صندوق عقب اکنون از پیستون‌های هیدرولیکی پشتیبانی می‌شدند. روکش چرمی به‌عنوان تجهیزات استاندارد در رنگ زغالی تیره یا دو رنگ (داخلی برنز با داشبورد/کنسول مرکزی و تزئینات درب بالایی قهوه‌ای) موجود بود. مدل‌های ال به رینگ‌های آلومینیومی ۱۲ پره‌ای نقره‌ای رنگ خاص با کلاهک‌های مرکزی که پیچ‌ها را می‌پوشاندند، مجهز بودند. از تغییرات جزئی تجهیزات داخلی می‌توان به اهرم‌های باز طراحی شده برای رهاسازی کاپوت و ستون فرمان شیب‌دار، کلید کنترل سرعت بروز شده، دستگیره کشویی صندوق عقب توکار و روکش چرمی دور سینی زیر آرنجی کنسول اشاره کرد.
سال ۲۰۰۵ آخرین سال تولید ایکس‌جی۳۵۰ بود، زیرا در بالای خط تولید هیوندای توسط آزرا در سال ۲۰۰۶ جایگزین شد. هر دو مدل پایه و ال (L) اکنون به جایگزین‌های کف‌پوش فرش شده‌ای که قبلاً اختیاری بودند، به‌عنوان تجهیزات استاندارد ارائه می‌شدند، در حالی که مدل ال اکنون به یک تعویض‌کننده‌ی سی‌دی هشت دیسکی نصب شده در صندوق عقب مجهز بود. پنل کلیدی درب راننده دارای یک دکمه قفل درب برقی باز طراحی ‌شده بود؛ این دکمه به گونه‌ای طراحی شده بود که کمتر شبیه کنترل‌های بالا برنده برقی پنجره‌های مجاور باشد و از طریق لمس، به راحتی قابل تشخیص باشد.
موتورهای ۲ و ۲/۵ لیتری دلتا در کره جنوبی در دسترس بودند.

## نسل چهارم (تی‌جی (TG)؛ ۲۰۰۵)

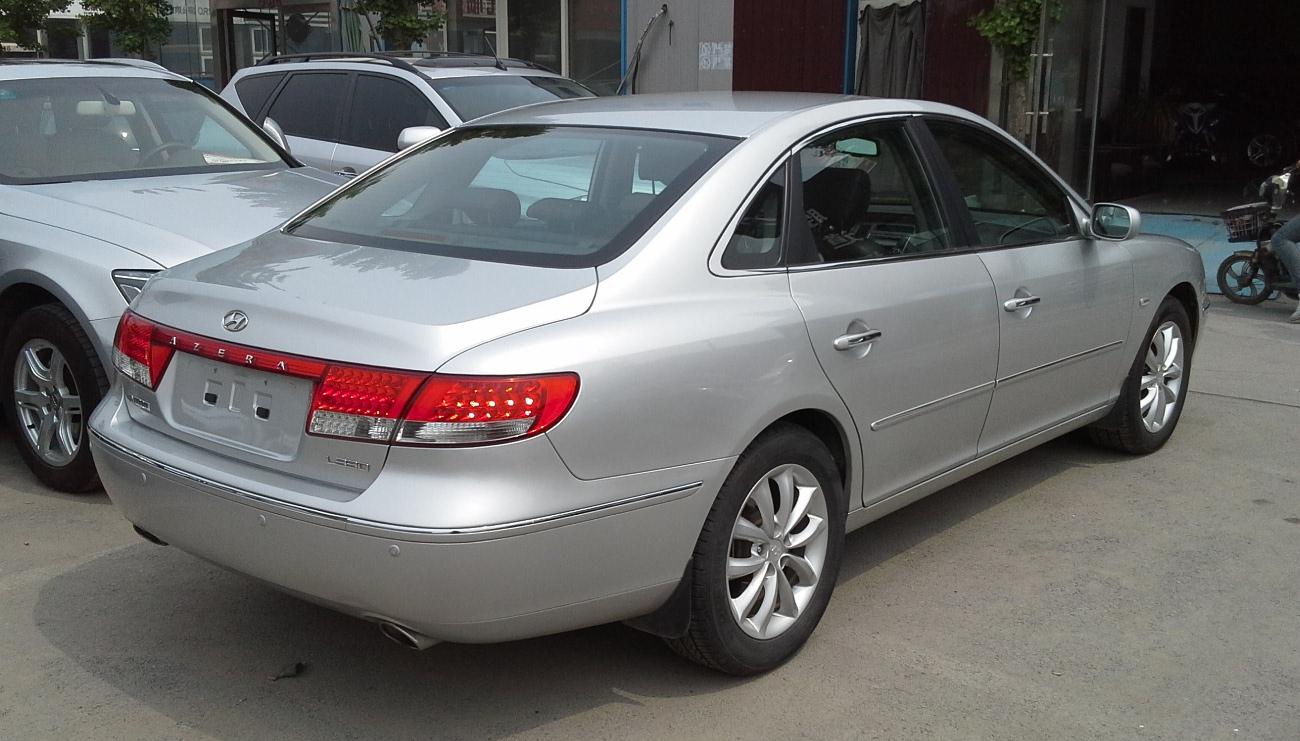
هیوندای آزرا ۲۰۰۹ (چین)

گرنجور تی‌جی یک سدان اندازه متوسط است که برای مدل سال ۲۰۰۶ معرفی شد. این خودرو که یک ایکس‌جی۳۵۰ باز طراحی شده است، پلتفرمی مشترک با هیوندای سوناتا دارد. این خودرو با نام هیوندای آزرا در آمریکای شمالی، چین، فرانسه، تایوان، فیلیپین، ایران، مالزی، شورای همکاری خلیج فارس (کشورهای خلیج فارس)، آفریقای جنوبی، سنگاپور، پرو، شیلی و برزیل به فروش می‌رسد. در اروپا (به جز فرانسه)، استرالیا، نیوزیلند و ژاپن با نام گرنجور به فروش رسید. تعداد کمی (تقریباً ۲۷) از خودروهای ۳٫۳ لیتری گرنجور در حدود سال‌های ۲۰۰۸/۹ برای استفاده توسط مدیران اجرایی هیوندای بریتانیا وارد بریتانیا شد. این خودروها بعداً وارد بازار خودروهای دست دوم شدند. در بلژیک، این خودرو با نام گرنجور عرضه شد و در سال ۲۰۰۶ به آزرا تغییر نام یافت.
گرنجور/آزرا گران‌ترین مدل هیوندای در خارج از کره، چین و خاورمیانه بود—تا زمان معرفی هیوندای جنسیس در سال ۲۰۰۸ بود.
آزرا دارای تعلیق مستقل چهار چرخ است (چند اتصالی در عقب) و از موتور جدید ۳٫۸ لیتری لامبدا وی۶ این شرکت استفاده می‌کند که ۲۶۵ اسب بخار (۱۹۸ کیلووات) قدرت تولید می‌کند. نیرو از طریق یک جعبه‌دنده خودکار پنج یا شش سرعته با انتخاب دنده دستی «شیفترونیک» به چرخ‌های جلو منتقل می‌شود. هیوندای ادعا می‌کند که ۶ ثانیه طول می‌کشد تا به ۶۰ مایل بر ساعت (۹۷ کیلومتر بر ساعت) برسد و حداکثر سرعت آن ۱۵۵ مایل بر ساعت (۲۴۹ کیلومتر بر ساعت) است. انتظار می‌رود مصرف سوخت در شهر ۱۹ مایل بر US گالون آمریکایی (۱۲٫۴ لیتر بر ۱۰۰ کیلومتر) و در بزرگراه ۲۸ مایل بر گالون آمریکایی (۸٫۴ لیتر بر ۱۰۰ کیلومتر) باشد.
موتور ۲/۲ وی‌جی‌تی سی‌آر‌دی‌آی دیزل از هیوندای سانتا فه نیز در دسترس است، با این حال موتورهای بنزینی ۲٫۴ تتا و ۲٫۷ ام‌یو در کره جنوبی موجود هستند.
تیپ‌بندی لیمیتد چرخ‌های آلیاژی ۱۷ اینچی، صندلی‌های جلو با گرمکن، روکش صندلی چرمی و یک سایه‌بان برقی در پنجره عقب را اضافه می‌کند. پکیج آلتیمیت شامل یک سیستم صوتی پیشرفته با ۱۰ بلندگوی اینفینیتی و یک سی‌دی پلیر ۶ دیسکی، سقف بازشو برقی، فرمان تلسکوپی شیب‌دار برقی و برف‌پاک‌کن‌های حساس به باران است.
مدل ۲۰۰۷ دارای الگوی گیج و کنترل‌های فرمان اصلاح شده بود.
مدل ۲۰۰۸ سیستم ناوبری ال‌جی اختیاری را معرفی کرد. این اولین خودرویی بود که یک مانیتور نمایشگر دوگانه ارائه می‌داد. مدل‌های اس‌ای به نفع مدل جی‌ال‌اس که چرخ‌های ۱۷ اینچی مشابه مدل‌های لیمیتد دارد، حذف شدند و رنگ بادمجانی دیگر در دسترس نیست. فرمان چوبی اکنون فقط با پکیج آلتیمیت موجود است.

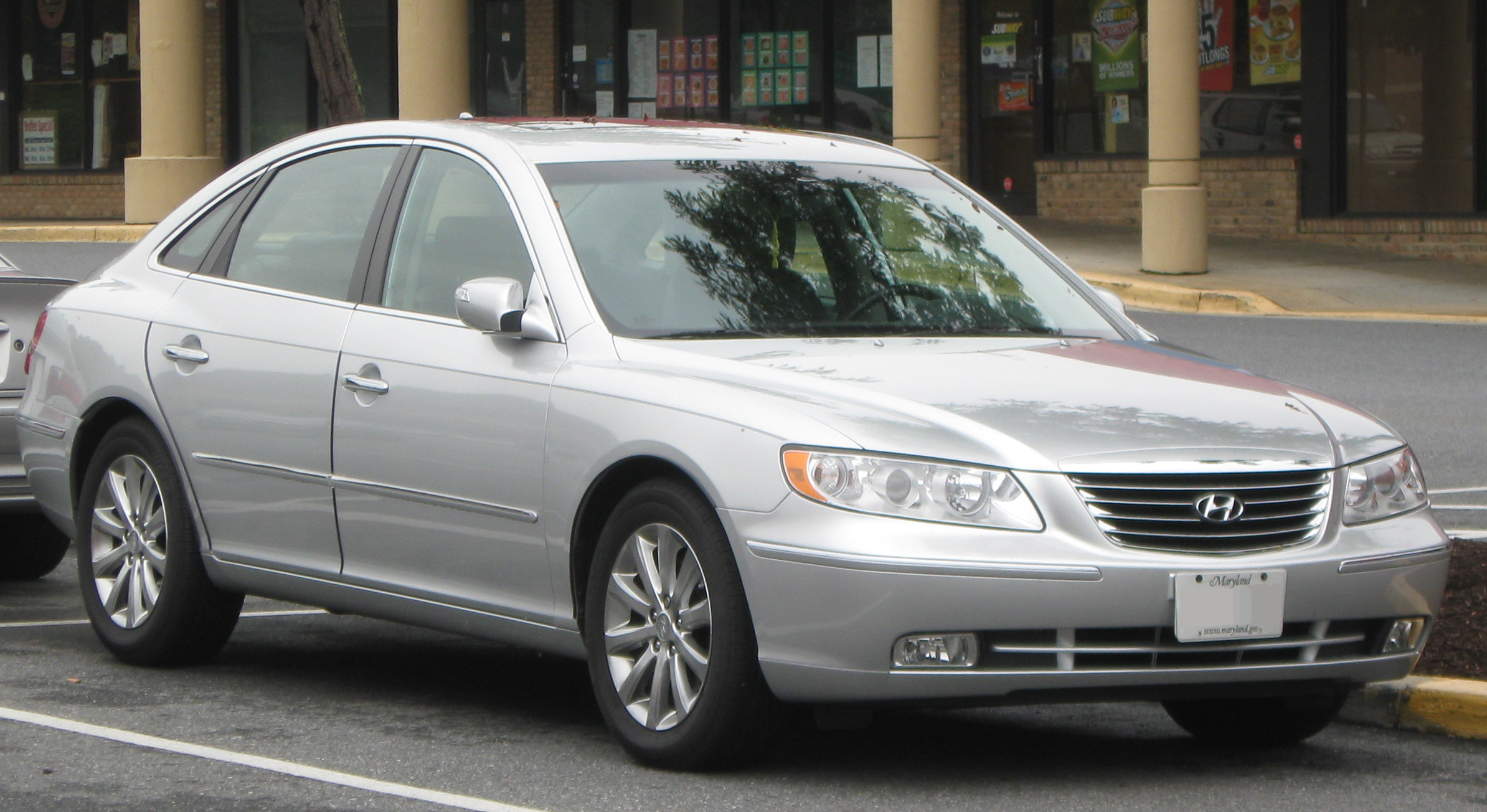
هیوندای آزرا ۲۰۰۹ (ایالات متحده)

مدل ۲۰۰۹ دارای جلوپنجره اصلاح شده، چرخ‌های آلیاژی ۱۰ پره ۱۷ اینچی، گیج‌ها و نورپردازی داشبورد با نور پس‌زمینه آبی (در مقابل سبز قبلی)، تزئینات چوب قهوه‌ای تیره و قابلیت تلفن بلوتوث بدون هندزفری بود. صفحه نمایش پخش کننده صوتی همان طراحی هیوندای سوناتا ۲۰۰۹ را دارد و کنترل‌های پخش کننده صوتی دوباره طراحی شده‌اند. یک جک ورودی کمکی و سیستم یکپارچه سازی آی‌پاد استاندارد شد، اگرچه این موارد با سیستم ناوبری در تیپ‌بندی لیمیتد حذف شدند. تیپ‌بندی لیمیتد فرمان چوبی و چرخ‌های آلیاژی «هایپر نقره‌ای» دریافت کرد.
گرنجور کره ای ویژگی‌هایی را ارائه می‌دهد که در نسخه آمریکای شمالی موجود نیست، از جمله کلید مجاورتی با دکمه شروع و قابلیت هندزفری بلوتوث. مدل ۲۰۱۰ به‌روزرسانی شده در ۱۶ دسامبر ۲۰۰۹ منتشر شد که چرخ‌های آلیاژی ۷ پره، چراغ‌های عقب ال‌ئی‌دی، طراحی لوله اگزوز مستطیلی، آینه‌های جانبی جدید، چراغ‌های جلو باز طراحی شده و قسمت جلویی و جلوپنجره جدید را در خود جای داده بود. امکانات داخلی جدید شامل صندلی‌های چرمی آلکانترا (Alcantara) و کنترل‌های صوتی و آب و هوای سرنشینان عقب است.
برای مدل سال ۲۰۱۰، هیوندای آزرا به دلیل فروش کم در کانادا متوقف شد.
برای مدل سال ۲۰۱۱، هیوندای آزرا را با قسمت‌های جلویی و پشتی جدید، چرخ‌های آلیاژی جدید و چراغ‌های مه شکن جدید دوباره طراحی کرد. موتورها با زمان‌بندی متغیر سوپاپ دوگانه به‌روزرسانی شدند و گیربکس یک سرعت دیگر به جلو برای مجموع شش سرعت دریافت کرد. موتور ۳٫۳ لیتری وی۶ اکنون ۲۶۰ اسب بخار قدرت داشت، در حالی که موتور ۳٫۸ لیتری وی۶ اکنون ۲۸۳ اسب بخار قدرت تولید می‌کرد. مصرف سوخت نیز با ۲۰/۲۸ برای ۳٫۳ و ۱۹/۲۷ برای ۳٫۸ (رتبه EPA در انتظار) بهبود یافت.
در نوامبر ۲۰۱۰، هیوندای از اورا موتورز (Avera Motors)، یک خودروساز نو پا مستقر در راک‌لج، فلوریدا، به دلیل استفاده از نام «اورا» شکایت کرد و ادعا کرد که این نام بیش از حد به نام آزرا نزدیک است. در نتیجه، اورا نام خود را در مارس ۲۰۱۱ به ریویان اتوموتیو تغییر داد.

### ایمنی
آزرا به صورت استاندارد دارای کیسه هوای جلو برای راننده و سرنشین، کیسه هوای پرده‌ای سر و صندلی‌های جلو و عقب و کیسه‌های هوای جانبی نصب شده روی صندلی جلو و عقب است.
به گفته موسسه بیمه برای ایمنی بزرگراه‌ها، آزرا در تست تصادف از جلو نمره کلی خوب و در تست ضربه جانبی نمره کلی قابل قبول دریافت کرد. در دسته ضربه جانبی، لگن/پای راننده نمره ضعیف و از دسته ساختار/ایمنی نمره حاشیه‌ای دریافت کرد.
آزرا اداره ملی ایمنی ترافیک بزرگراه
راننده از جلو: 
سرنشین جلو: 
راننده از پهلو: 
سرنشین عقب کناری (مدل‌های اولیه): 
سرنشین عقب کناری (مدل‌های بعدی): 
واژگونی: 

### جوایز
- جوایز خودروی سال کانادا ۲۰۰۶: به عنوان «بهترین خودروی خانوادگی جدید (بیش از ۳۵ هزار CAN$)»
- استراتژیک ویژن (Strategic Vision)، سال ۲۰۰۷، برنده‌ی «شاخص کلی کیفیت (TQI) در بخش خودروهای بزرگ»
- آزرا ۲۰۰۷ از سوی مجله مالی شخصی کیپلینگر به عنوان «بهترین در کلاس» در بازهٔ قیمتی ۲۵ هزار تا ۳۰ هزار دلار انتخاب شد
- در مارس ۲۰۰۷، آزرا در فهرست «بهترین خودروهای ۲۰۰۷» ویژه‌نامه خریداران خودرو مجله مالی شخصی کیپلینگر قرار گرفت.
- برگزیدهٔ عنوان «خودروی مورد علاقهٔ سردبیران» از سوی Edmunds.com در سال ۲۰۰۷
- آزرا از سوی سردبیران Edmunds.com به‌عنوان «برترین سدان زیر ۳۰ هزار دلار» در سال ۲۰۰۷ انتخاب شد.
- آزرا ۲۰۰۷ از سوی مجله کانسومِر دایجِست به عنوان یکی از «خریدهای برتر پیشنهادی» شناخته شد.
- در سال ۲۰۰۶، مؤسسه جی دی پاور و شرکا آزرا را به عنوان «جذاب‌ترین خودروی بزرگ» معرفی کرد.
- در سال ۲۰۰۶، آزرا از مؤسسه بیمه برای ایمنی بزرگراه‌ها (IIHS) در آزمون تصادف با برخورد از جلو، امتیاز کلی «خوب» (Good) دریافت کرد.
- در سال ۲۰۰۶، اتوپسیفیک (AutoPacific) آزرا را به‌عنوان «بهترین رضایت‌مندی در کلاس خودروهای لوکس بزرگ» انتخاب کرد.
- در سال ۲۰۰۶، مؤسسه استراتژیک ویژن (Strategic Vision) آزرا را به عنوان برنده جایزه «ارزش کلی برتر» برای بهترین تجربه مالکیت خودروی بزرگ معرفی کرد.

## نسل پنجم (از سال ۲۰۱۱–۲۰۱۶)

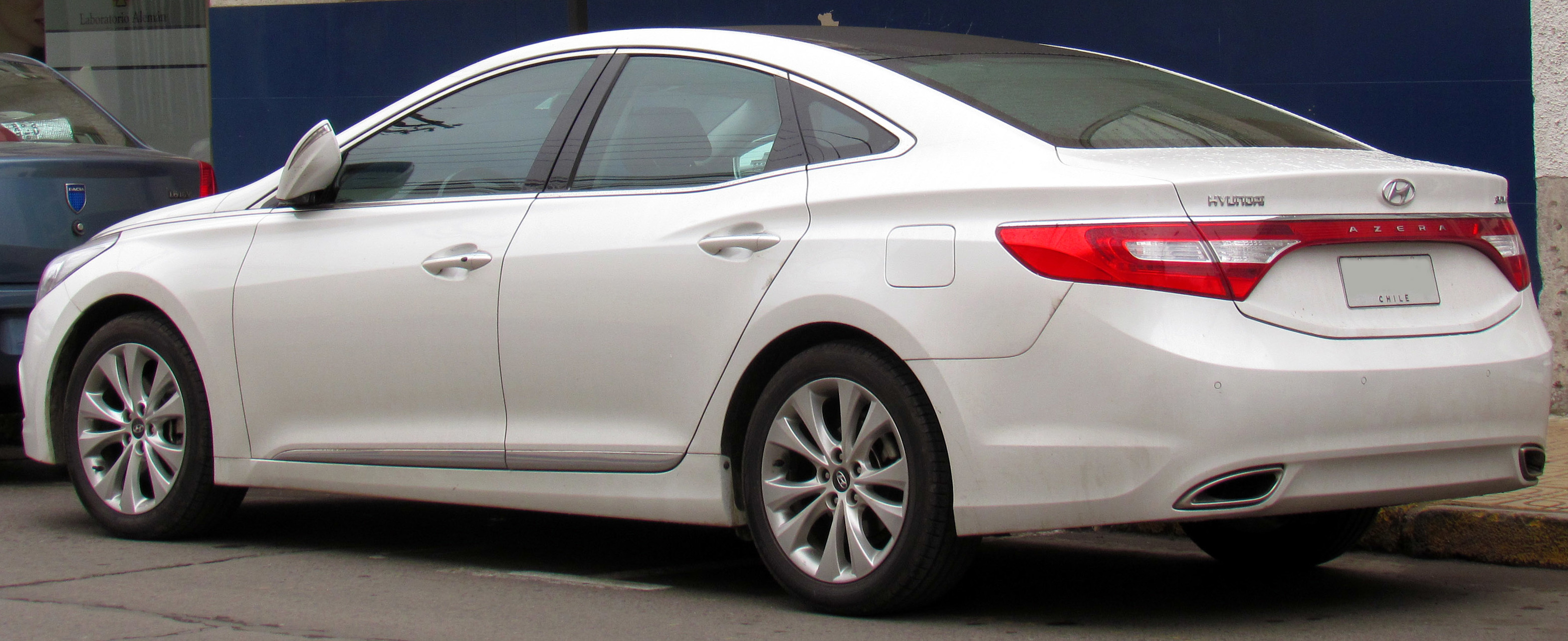
هیوندای آزرا GLS (شیلی)

### نسخه اولیه
گرنجور نسل پنجم در نمایشگاه بین‌المللی خودرو لس‌آنجلس ۲۰۱۱ به‌عنوان مدل ۲۰۱۲ معرفی شد. توسعهٔ این نسل طی سه سال و نیم انجام گرفت و هزینه‌ای معادل ۴۵۰ میلیون دلار در برداشت. این نسل در کره جنوبی با نام Grandeur و در بازارهای صادراتی با نام "Hyundai Azera" عرضه شد.
از لحاظ ابعادی، آزرا بین سوناتا و جنسیس دیفرانسیل عقب قرار می‌گیرد. رقبا شامل Ford Taurus، Dodge Charger، Chevrolet Impala، و خودروهای لوکس سطح پایه مانند Buick LaCrosse، Nissan Maxima، Toyota Avalon، Chrysler 300 هستند.

### سیستم انتقال قدرت
| مدل                     | سال‌ها     | نوع/کد       | قدرت @ دور در دقیقه    | گشتاور @ دور در دقیقه         | ۰–۱۰۰ کیلومتر/ساعت | حداکثر سرعت      |
| بنزینی                  | بنزینی    | بنزینی       | بنزینی                 | بنزینی                        | بنزینی             | بنزینی           |
| ----------------------- | --------- | ------------ | ---------------------- | ----------------------------- | ------------------ | ---------------- |
| Theta II 2.4 MPi        | ۲۰۱۱–۲۰۱۶ | ۲۳۵۹ سی‌سی I4 | ۱۸۰ اسب‌بخار @ ۶۰۰۰ دور | ۲۳٫۶ کیلوگرم‌متر @ ۴۰۰۰ دور    | ۹٫۸ ثانیه          | ۲۱۰ کیلومتر/ساعت |
| Theta II 2.4 GDi        | ۲۰۱۱–۲۰۱۶ | ۲۳۵۹ سی‌سی I4 | ۲۰۱ اسب‌بخار @ ۶۳۰۰ دور | ۲۵٫۵ کیلوگرم‌متر @ ۴۲۵۰ دور    |                    |                  |
| Lambda II 3.0 MPi       | ۲۰۱۱–۲۰۱۶ | ۲۹۹۹ سی‌سی V6 | ۲۵۰ اسب‌بخار @ ۶۴۰۰ دور | ۲۹ کیلوگرم‌متر @ ۵۳۰۰ دور      | ۸٫۴ ثانیه          | ۲۲۳ کیلومتر/ساعت |
| Lambda II 3.0 GDi       | ۲۰۱۱–۲۰۱۶ | ۲۹۹۹ سی‌سی V6 | ۲۷۰ اسب‌بخار @ ۶۴۰۰ دور | ۳۱٫۶ کیلوگرم‌متر @ ۵۳۰۰ دور    | ۷٫۹ ثانیه          | ۲۳۰ کیلومتر/ساعت |
| Lambda II 3.3 GDi       | ۲۰۱۱–۲۰۱۶ | ۳۳۴۲ سی‌سی V6 | ۲۹۷ اسب‌بخار @ ۶۴۰۰ دور | ۳۵٫۳ کیلوگرم‌متر @ ۵۲۰۰ دور    | ۷٫۴ ثانیه          |                  |
| هیبریدی                 |           |              |                        |                               |                    |                  |
| Theta II 2.4 MPi Hybrid | ۲۰۱۳–۲۰۱۷ | ۲۳۵۹ سی‌سی I4 | ۲۰۴ اسب‌بخار @ ۵۵۰۰ دور | ۲۷ کیلوگرم‌متر @ ۴۵۰۰ دور      |                    |                  |
| دیزلی                   |           |              |                        |                               |                    |                  |
| R II 2.2 CRDi           | ۲۰۱۴–۲۰۱۶ | ۲۱۹۹ سی‌سی I4 | ۲۰۲ اسب‌بخار @ ۳۸۰۰ دور | ۴۵ کیلوگرم‌متر @ ۱۷۵۰–۲۷۵۰ دور |                    |                  |

### Hyundai Grandeur Hybrid (۲۰۱۳–۲۰۱۷)
این مدل ویژهٔ بازار کره جنوبی با پیشرانهٔ ۲٫۴ لیتری Theta II MPi (قدرت: ۱۵۹ اسب‌بخار)، موتور الکتریکی ۴۷ اسب‌بخار، چراغ جلو پرژکتوری، چراغ عقب LED، اگزوز دوبل، رینگ ۱۷ اینچ آلومینیومی، صندلی‌های چرمی Nappa، فرمان چرمی با طرح چوب، تهویه مطبوع دوگانه خودکار، صندلی‌های گرم‌شونده، دوربین عقب، سیستم شارژ USB و نمایشگر اطلاعاتی ۶ اینچی است. امکانات اختیاری شامل سانروف پانوراما، سیستم صوتی حرفه‌ای و ناوبری GPS.
این خودرو در تاریخ ۱۷ دسامبر ۲۰۱۳ عرضه شد.

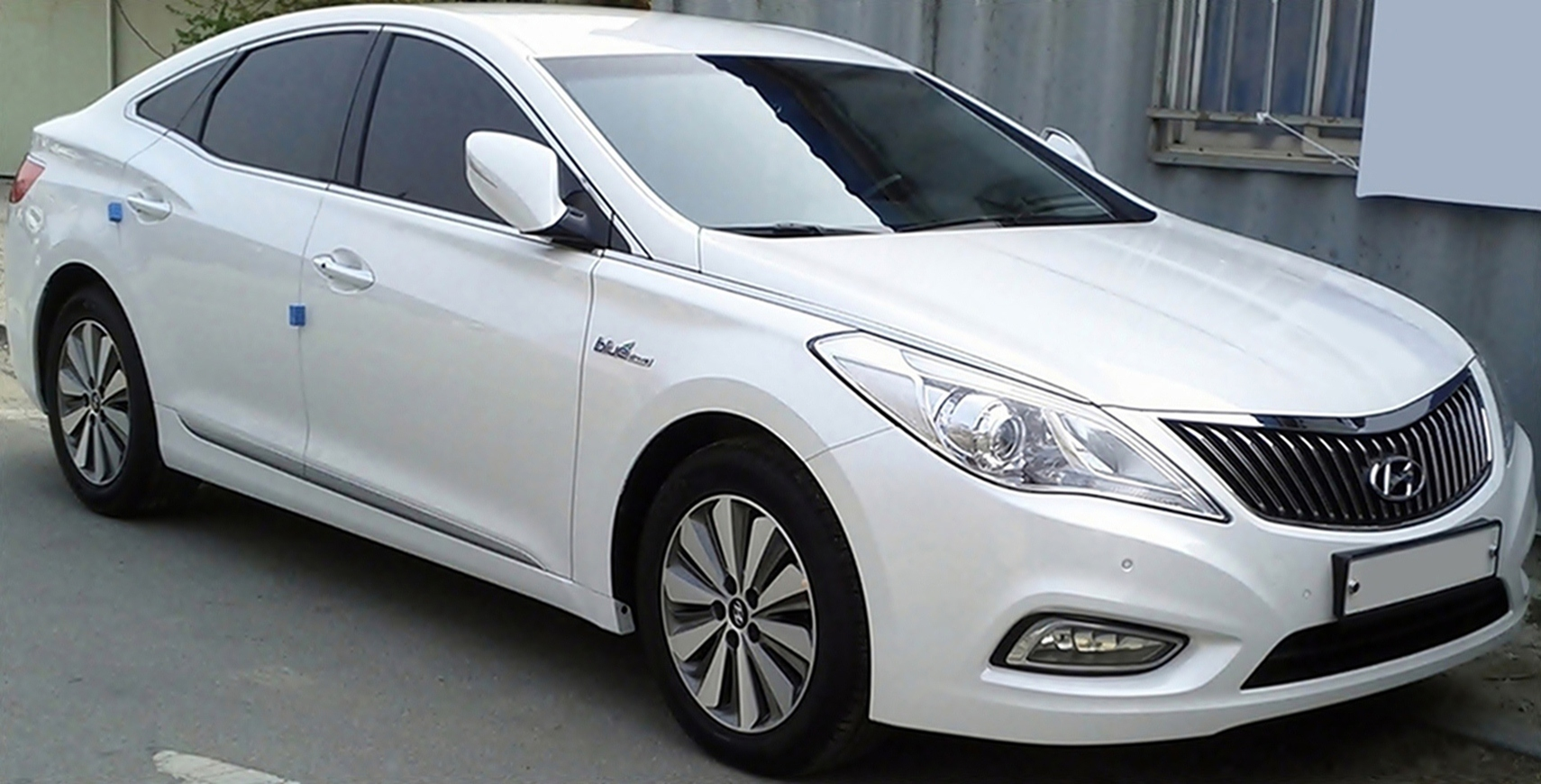
هیوندای گرنجور هیبرید ۲۰۱۴ (کره جنوبی)
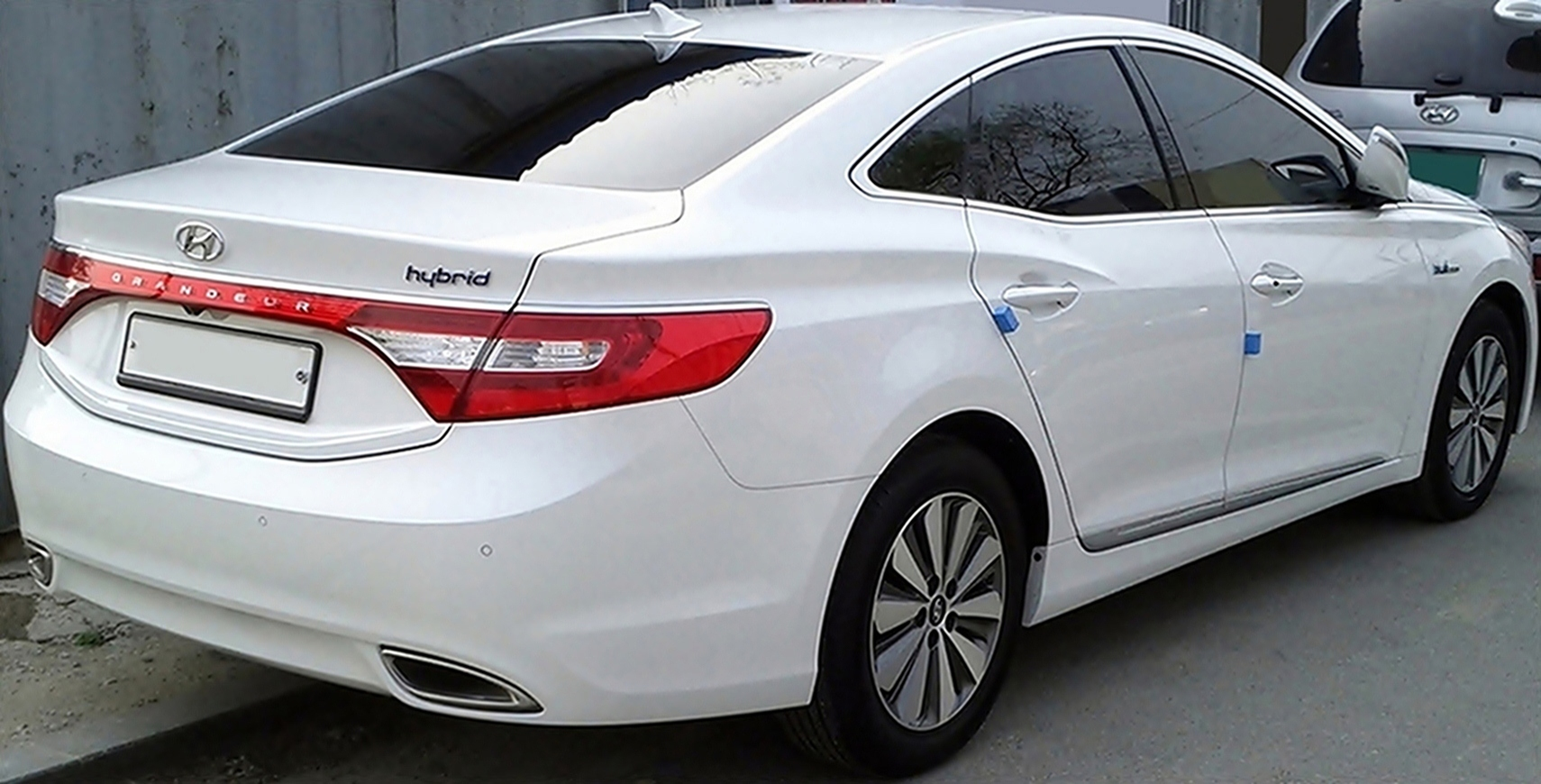
هیوندای گرنجور هیبرید ۲۰۱۴ (کره جنوبی)

### بروزرسانی مدل ۲۰۱۴
تغییرات مدل‌های آمریکا شامل کاهش قیمت پایه به ۳۱۰۰۰ دلار (کاهش ۱۲۵۰ دلاری نسبت به ۲۰۱۳)، بهبود دقت فرمان، نمایشگر ۶ اینچی رنگی با دوربین عقب، آینه راننده با نقطه کور، پنل جدید دیجیتال، ناوبری ۸ اینچی استاندارد در مدل Limited، آینه‌های جانبی جمع‌شونده، و خدمات Hyundai Assurance Connected Care برای سه سال.

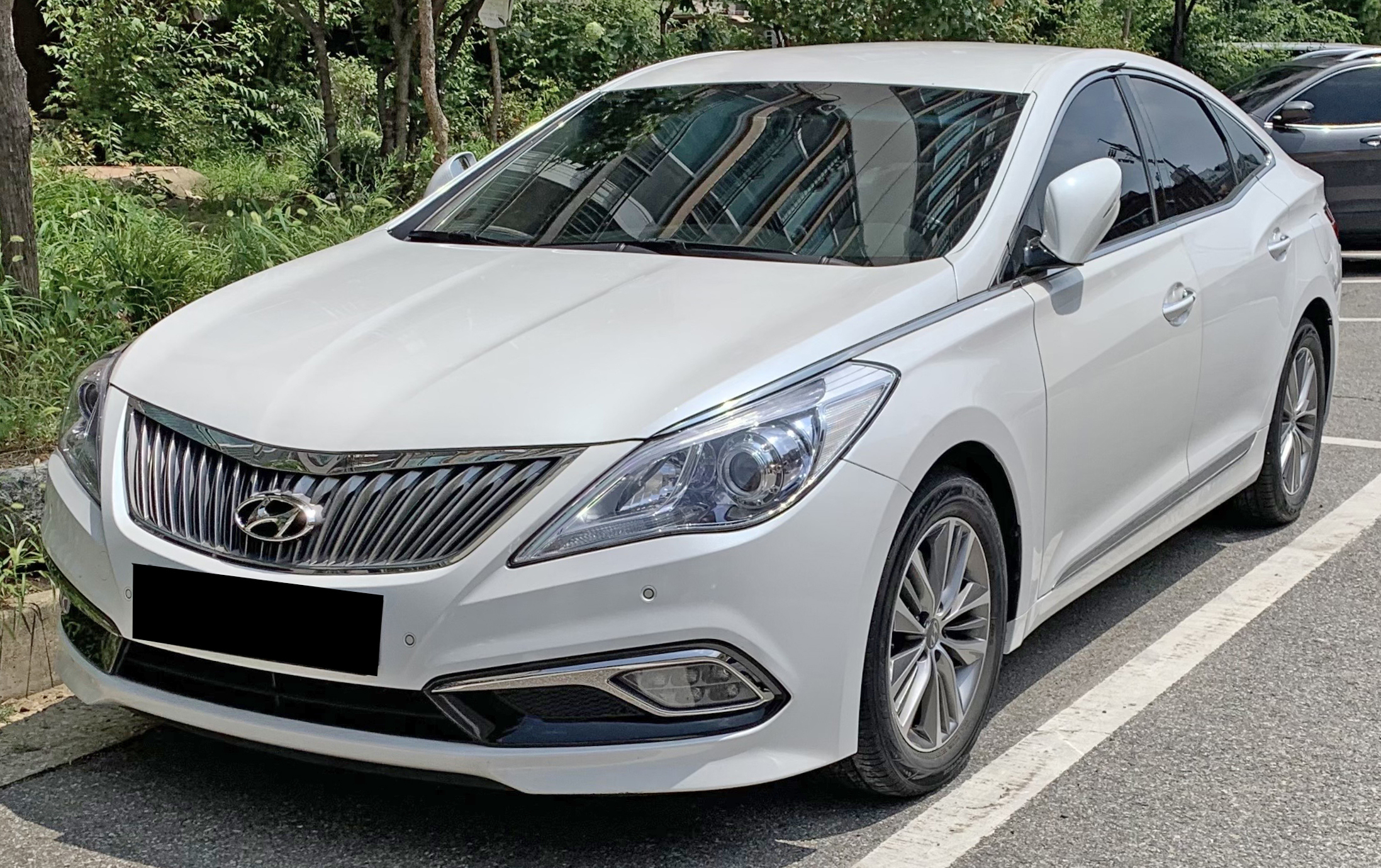
هیوندای گرنجور (HG؛ فیس‌لیفت)
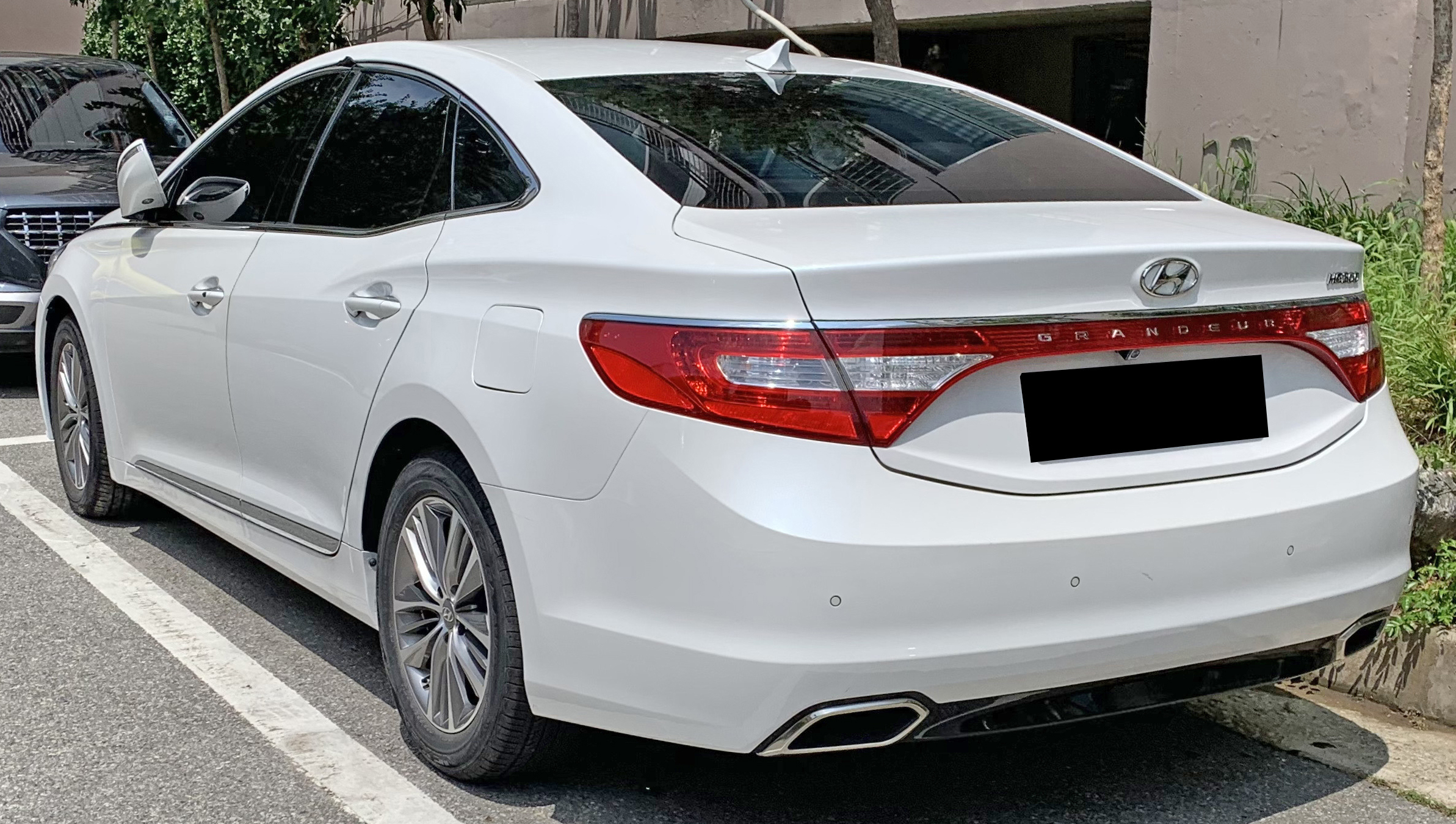
هیوندای گرنجور (HG؛ فیس‌لیفت)
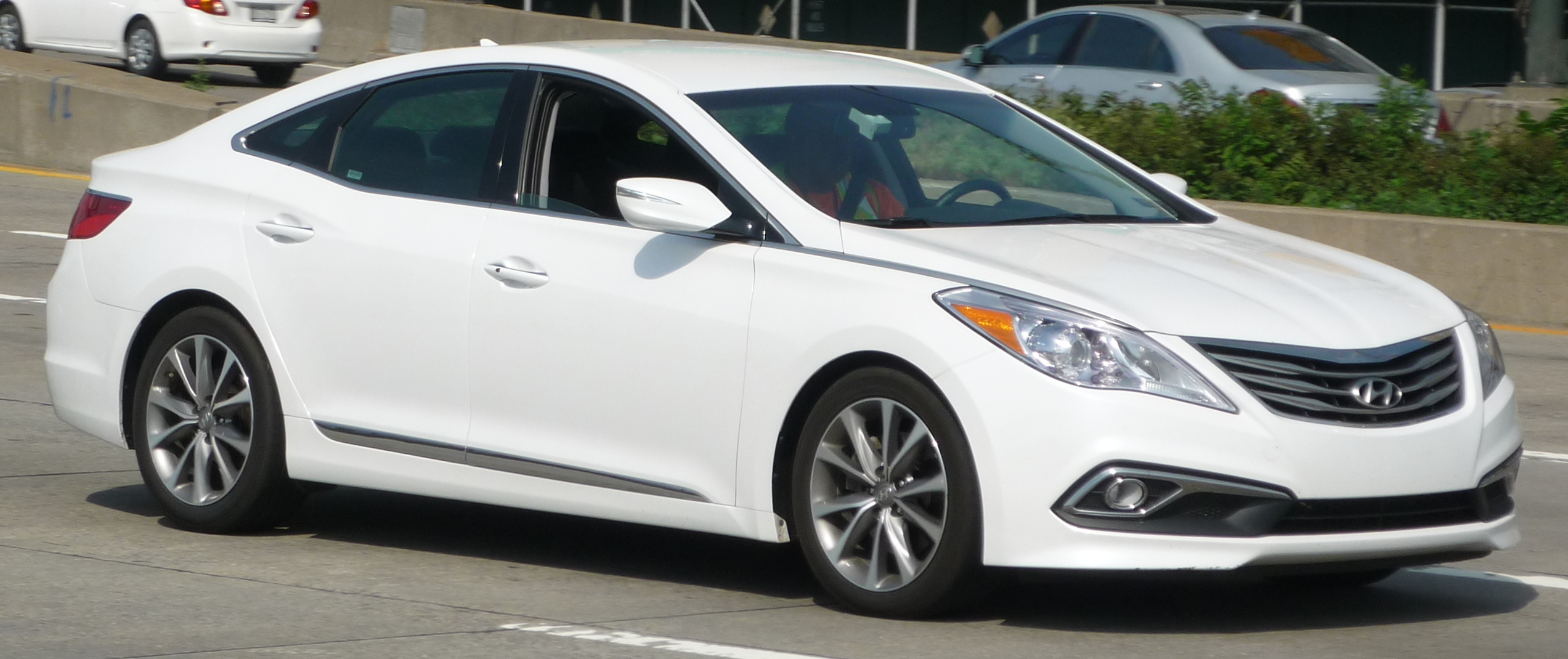
هیوندای آزرا (HG؛ فیس‌لیفت، ایالات متحده)

## طراحی و ویژگی‌ها
طراحی این نسل از گرنجور با الهام از زبان طراحی «پیکره‌سازی سیال» و مفهوم «Grand Glide» شکل گرفته است. این خودرو از لحاظ ابعاد بین مدل‌های هیوندای سوناتا و هیوندای جنسیس (سدان) قرار می‌گیرد.
از جمله امکانات رفاهی و ایمنی در مدل‌های کره‌ای می‌توان به موارد زیر اشاره کرد:
- کروز کنترل تطبیقی
- سیستم کمک پارک نیمه‌خودکار
- سیستم هشدار خروج از خط
- سیستم تشخیص نقاط کور
- نوربالای خودکار
- ترمز پارک برقی

## مشخصات پیشرانه
تمامی مدل‌ها با جعبه‌دنده ۶ سرعته خودکار عرضه می‌شدند.
| نوع             | حجم موتور             | توان خروجی                        | گشتاور                                   | شتاب ۰ تا ۱۰۰ | حداکثر سرعت      |
| --------------- | --------------------- | --------------------------------- | ---------------------------------------- | ------------- | ---------------- |
| چهار سیلندر MPi | ۲٫۴ لیتر              | ۱۸۰ اسب بخار @ ۶٬۰۰۰ دور در دقیقه | ۲۳٫۶ کیلوگرم‌متر @ ۴٬۰۰۰ دور در دقیقه     | ۹٫۸ ثانیه     | ۲۱۰ کیلومتر/ساعت |
| چهار سیلندر GDi | ۲٫۴ لیتر              | ۲۰۱ اسب بخار @ ۶٬۳۰۰ دور در دقیقه | ۲۵٫۵ کیلوگرم‌متر @ ۴٬۲۵۰ دور در دقیقه     | –             | –                |
| شش سیلندر MPi   | ۳٫۰ لیتر              | ۲۵۰ اسب بخار @ ۶٬۴۰۰ دور در دقیقه | ۲۹ کیلوگرم‌متر @ ۵٬۳۰۰ دور در دقیقه       | ۸٫۴ ثانیه     | ۲۲۳ کیلومتر/ساعت |
| شش سیلندر GDi   | ۳٫۰ لیتر              | ۲۷۰ اسب بخار @ ۶٬۴۰۰ دور در دقیقه | ۳۱٫۶ کیلوگرم‌متر @ ۵٬۳۰۰ دور در دقیقه     | ۷٫۹ ثانیه     | ۲۳۰ کیلومتر/ساعت |
| شش سیلندر GDi   | ۳٫۳ لیتر              | ۲۹۷ اسب بخار @ ۶٬۴۰۰ دور در دقیقه | ۳۵٫۳ کیلوگرم‌متر @ ۵٬۲۰۰ دور در دقیقه     | ۷٫۴ ثانیه     | –                |
| هیبریدی         | ۲٫۴ لیتر + موتور برقی | ۲۰۴ اسب بخار (ترکیبی)             | ۲۷ کیلوگرم‌متر                            | –             | –                |
| دیزل CRDi       | ۲٫۲ لیتر              | ۲۰۲ اسب بخار @ ۳٬۸۰۰ دور در دقیقه | ۴۵ کیلوگرم‌متر @ ۱٬۷۵۰–۲٬۷۵۰ دور در دقیقه | –             | –                |

## نسخه هیبریدی
نسخه هیبریدی گرنجور در دسامبر ۲۰۱۳ در بازار کره جنوبی عرضه شد. این نسخه دارای ترکیب پیشرانه ۲٫۴ لیتری MPi بنزینی و موتور الکتریکی ۴۷ اسب بخاری بود که مجموع قدرت آن را به ۲۰۴ اسب بخار می‌رساند. از امکانات این نسخه می‌توان به چراغ‌های جلو پروژکتوری، چراغ عقب LED، صندلی‌های چرم ناپا، سیستم تهویه دوگانه، دوربین دید عقب و نمایشگر ۶ اینچی اشاره کرد.

## فیس‌لیفت ۲۰۱۴
در مدل ۲۰۱۴ که برای بازار آمریکا ارائه شد، تغییراتی همچون کاهش قیمت پایه، بهبود فرمان‌پذیری، نمایشگر ۶ اینچی با دوربین عقب، نمایشگر ۸ اینچی در تیپ Limited و آینه‌های جانبی تاشو برقی صورت گرفت.

## رقبای بازار
از جمله رقبای اصلی این خودرو می‌توان به موارد زیر اشاره کرد:
- فورد تاروس
- دوج چارجر
- شورولت ایمپالا
- تویوتا آوالون
- نیسان ماکسیما
- کرایسلر ۳۰۰
- بیوک لاکراس

## نگارخانه

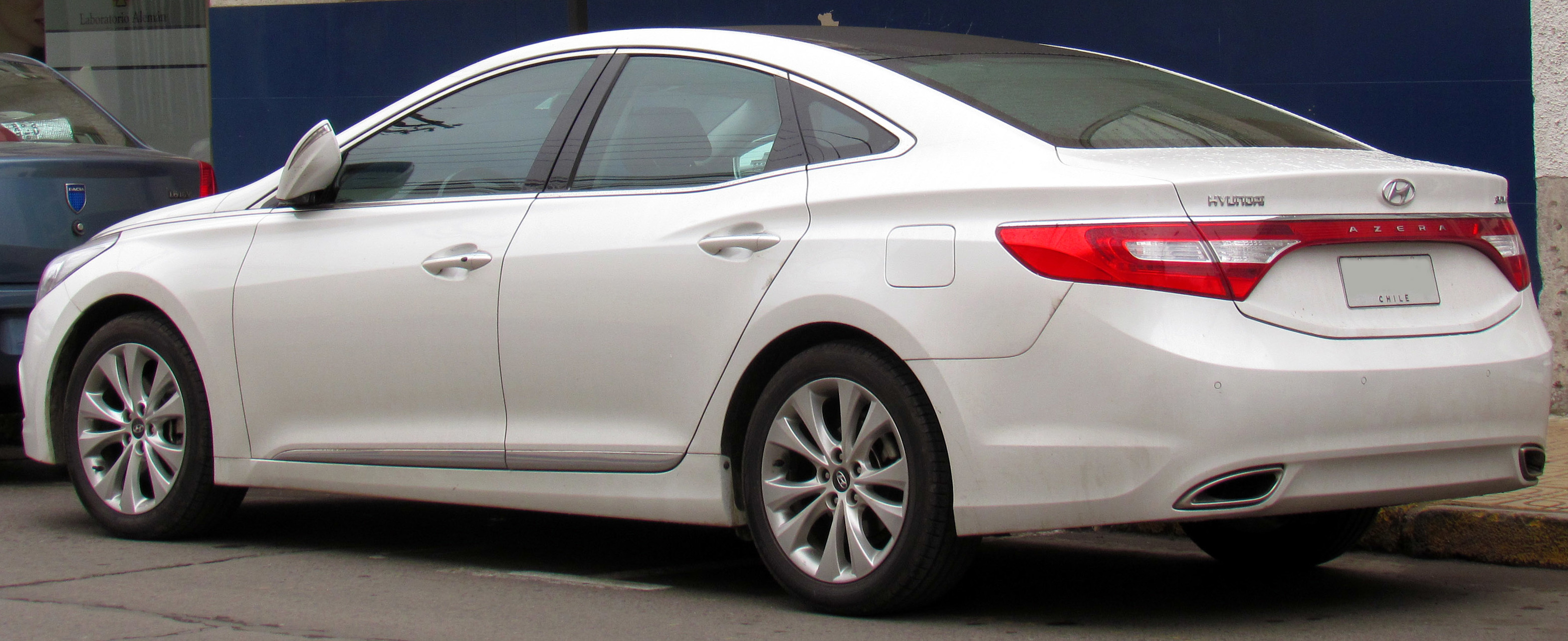
نمای عقب هیوندای آزرا GLS (شیلی)
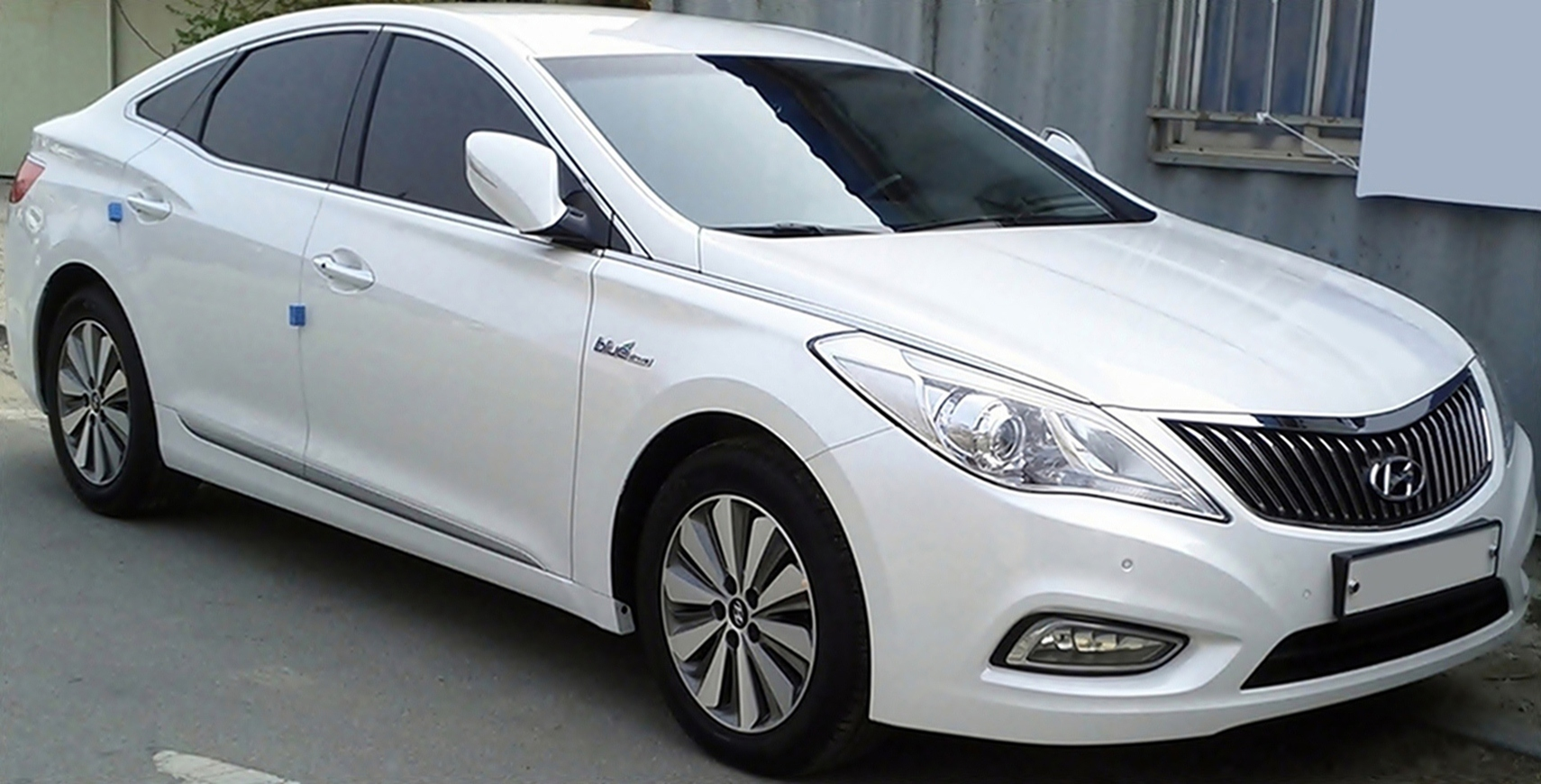
گرنجور هیبریدی مدل ۲۰۱۴ (کره جنوبی)
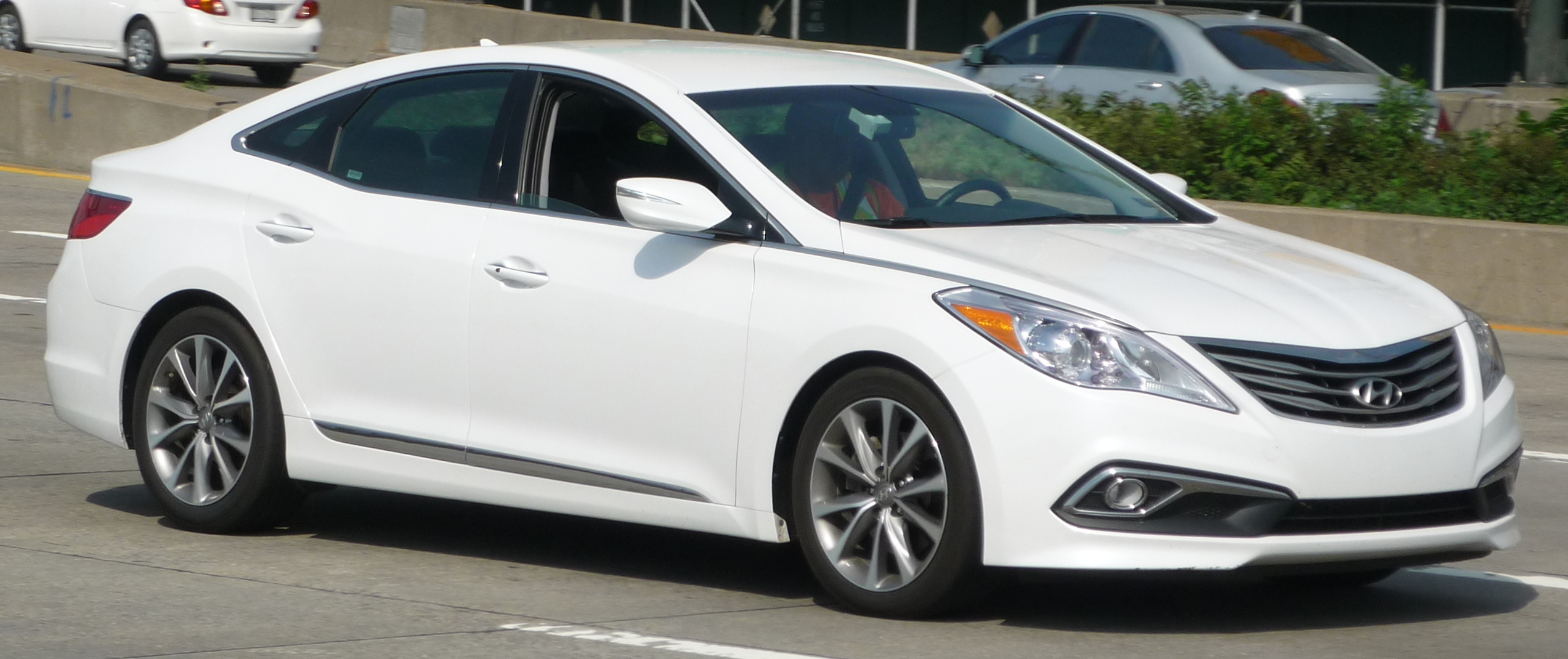
آزرا فیس‌لیفت شده (بازار آمریکا)

## نسل ششم (از سال ۲۰۱۶–۲۰۲۲)

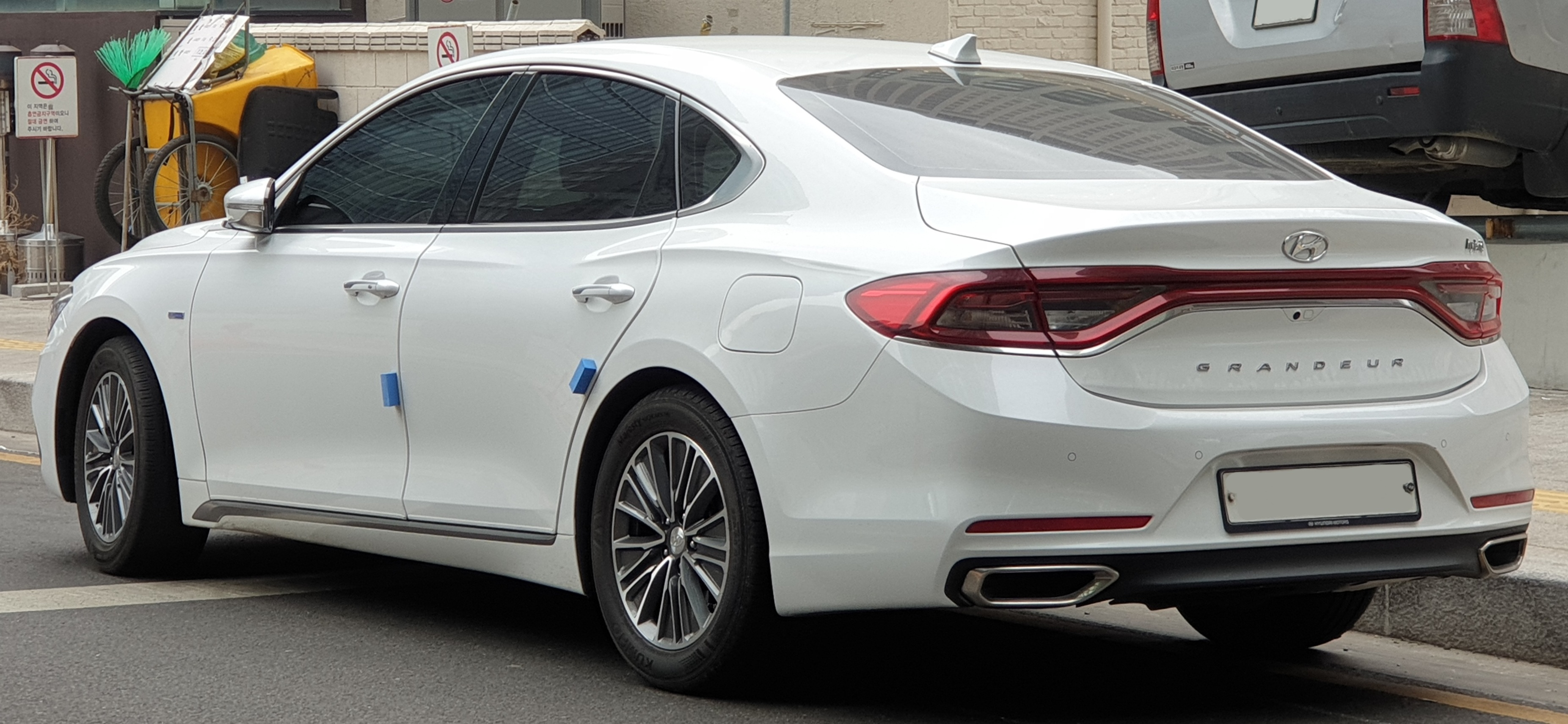
نمای عقب

هیوندای در تاریخ ۲۷ اکتبر ۲۰۱۶ از نسل ششم گرنجور رونمایی کرد. این مدل در بازار آمریکای شمالی عرضه نشد، چرا که فروش نسل پیشین آن در این بازار پایین بود. در آمریکا، به جز برند لوکس جنسیس موتورز، مدل سوناتا بزرگ‌ترین و گران‌ترین سدان هیوندای محسوب می‌شود.
نسخهٔ هیبرید این خودرو در مارس ۲۰۱۷ معرفی شد. گزینهٔ موتور دیزل ۲٫۲ لیتری در سال ۲۰۱۸ کنار گذاشته شد. در سال ۲۰۱۷ تعداد ۱۳۲٬۰۰۰ دستگاه گرنجور به فروش رسید و در سال ۲۰۱۸ نیز حدود ۱۱۰٬۰۰۰ دستگاه فروخته شد. این خودرو پرفروش‌ترین وسیلهٔ نقلیه در کلاس خود در بازار کره جنوبی بود.
نسخه هیبریدی این خودرو در مارس ۲۰۱۷ معرفی شد و موتور دیزل ۲٫۲ لیتری در سال ۲۰۱۸ از خط تولید حذف شد. در سال ۲۰۱۷، حدود ۱۳۲٬۰۰۰ دستگاه گرنجور و در سال ۲۰۱۸ حدود ۱۱۰٬۰۰۰ دستگاه فروخته شد. این خودرو در بازار کره جنوبی پرفروش‌ترین مدل در رده خود بود.

### فیس‌لیفت (۲۰۱۹)
در نوامبر ۲۰۱۹ نسخه فیس‌لیفت گرنجور عرضه شد. ابعاد خودرو افزایش یافت و فاصله محوری آن ۴۰ میلی‌متر، طول آن ۶۰ میلی‌متر و عرض آن ۱۰ میلی‌متر بیشتر شد. تغییرات ظاهری شامل جلوپنجره‌ای بزرگ‌تر با چراغ‌های راهنما و روشنایی روز (DRL) ادغام‌شده در الگوی الماسی آن بود. چراغ‌های جلو و عقب نیز بازطراحی شدند.
در داخل کابین، یک نمایشگر عریض ۱۲٫۳ اینچی برای سیستم اطلاعات سرگرمی، دکمه‌های جدید shift-by-wire برای جایگزینی دسته‌دنده سنتی، و صفحه لمسی جدید برای کنترل تهویه معرفی شد. از دیگر امکانات می‌توان به سیستم پارک از راه دور و سامانه ترمز اضطراری خودکار پیشرفته اشاره کرد.«نسخه فیس‌لیفت گرنجور ۲۰۲۰ با جلوپنجره بزرگ‌تر». paultan.org. ۱۴ نوامبر ۲۰۱۹.
در بخش قوای محرکه، موتور جدید Smartstream G2.5 GDi با جعبه‌دنده ۸ سرعته اتوماتیک جایگزین موتور ۲٫۴ لیتری Theta II GDi با گیربکس ۶ سرعته شد. همچنین موتورهای ۳٫۰ لیتری Lambda II MPi/GDi نیز متوقف شدند.
در حالی که سوناتا در بازار کره جنوبی افت فروش چشمگیری را تجربه کرد، گرنجور با فروش ماهانه بین ۹۰٬۰۰۰ تا ۱۰۰٬۰۰۰ دستگاه، در صدر جدول فروش قرار گرفت.

### موتور‌ها و گیربکس‌ها
| Model                   | Years     | Type/code                                | Transmission      | Power                                                      | Torque                                                                 | Acceleration 0–100 km/h (0-62 mph) (official) | Top Speed (official)                   |
| Petrol                  | Petrol    | Petrol                                   | Petrol            | Petrol                                                     | Petrol                                                                 | Petrol                                        | Petrol                                 |
| ----------------------- | --------- | ---------------------------------------- | ----------------- | ---------------------------------------------------------- | ---------------------------------------------------------------------- | --------------------------------------------- | -------------------------------------- |
| Theta II 2.4 GDi        | 2016–2019 | ۲٬۳۵۹ سانتی‌متر مکعب (۱۴۴٫۰ اینچ مکعب) I4 | 6-speed automatic | ۱۹۰ اسب بخار متری (۱۴۰ کیلووات؛ ۱۸۷ اسب بخار) at 6,000 rpm | ۲۴٫۶ کیلوگرم متر (۲۴۱ نیوتن متر؛ ۱۷۸ پوند نیرو-فوت) at 4,000 rpm       | 9.7s                                          | ۲۱۳ کیلومتر بر ساعت (۱۳۲ مایل بر ساعت) |
| Smartstream G2.5 GDi    | 2019–2022 | ۲٬۴۹۷ سانتی‌متر مکعب (۱۵۲٫۴ اینچ مکعب) I4 | 8-speed automatic | ۱۹۸ اسب بخار متری (۱۴۶ کیلووات؛ ۱۹۵ اسب بخار) at 6,100 rpm | ۲۵٫۳ کیلوگرم متر (۲۴۸ نیوتن متر؛ ۱۸۳ پوند نیرو-فوت) at 4,000 rpm       | 9.0s                                          | ۲۱۷ کیلومتر بر ساعت (۱۳۵ مایل بر ساعت) |
| Lambda II 3.0 MPi       | 2017–2019 | ۲٬۹۹۹ سانتی‌متر مکعب (۱۸۳٫۰ اینچ مکعب) V6 | 6-speed automatic | ۲۵۰ اسب بخار متری (۱۸۴ کیلووات؛ ۲۴۷ اسب بخار) at 6,400 rpm | ۲۹٫۰ کیلوگرم متر (۲۸۴ نیوتن متر؛ ۲۱۰ پوند نیرو-فوت) at 5,000 rpm       | 8.4s                                          | ۲۲۲ کیلومتر بر ساعت (۱۳۸ مایل بر ساعت) |
| Lambda II 3.0 GDi       | 2016–2019 | ۲٬۹۹۹ سانتی‌متر مکعب (۱۸۳٫۰ اینچ مکعب) V6 | 8-speed automatic | ۲۶۶ اسب بخار متری (۱۹۶ کیلووات؛ ۲۶۲ اسب بخار) at 6,400 rpm | ۳۱٫۴ کیلوگرم متر (۳۰۸ نیوتن متر؛ ۲۲۷ پوند نیرو-فوت) at 5,300 rpm       | 7.9s                                          | ۲۳۰ کیلومتر بر ساعت (۱۴۳ مایل بر ساعت) |
| Lambda II 3.3 GDi       | 2017–2022 | ۳٬۳۴۲ سانتی‌متر مکعب (۲۰۳٫۹ اینچ مکعب) V6 | 8-speed automatic | ۲۹۰ اسب بخار متری (۲۱۳ کیلووات؛ ۲۸۶ اسب بخار) at 6,400 rpm | ۳۵٫۰ کیلوگرم متر (۳۴۳ نیوتن متر؛ ۲۵۳ پوند نیرو-فوت) at 5,200 rpm       |                                               |                                        |
| Lambda II 3.5 MPi       | 2017–2022 | ۳٬۴۷۰ سانتی‌متر مکعب (۲۱۲ اینچ مکعب) V6   | 8-speed automatic | ۲۹۰ اسب بخار متری (۲۱۳ کیلووات؛ ۲۸۶ اسب بخار) at 6,600 rpm | ۳۴٫۵ کیلوگرم متر (۳۳۸ نیوتن متر؛ ۲۵۰ پوند نیرو-فوت) at 5,000 rpm       | 7.4s                                          | ۲۳۰ کیلومتر بر ساعت (۱۴۳ مایل بر ساعت) |
| Hybrid                  |           |                                          |                   |                                                            |                                                                        |                                               |                                        |
| Theta II 2.4 MPi Hybrid | 2017–2022 | ۲٬۳۵۹ سانتی‌متر مکعب (۱۴۴٫۰ اینچ مکعب) I4 | 6-speed automatic | ۱۵۹ اسب بخار متری (۱۱۷ کیلووات؛ ۱۵۷ اسب بخار) at 5,500 rpm | ۲۱ کیلوگرم متر (۲۰۶ نیوتن متر؛ ۱۵۲ پوند نیرو-فوت) at 4,500 rpm         |                                               |                                        |
| Theta II 2.4 MPi Hybrid | 2017–2022 | Electric motor                           | 6-speed automatic | ۵۲ اسب بخار متری (۳۸ کیلووات؛ ۵۱ اسب بخار)                 | ۲۰٫۹ کیلوگرم متر (۲۰۵ نیوتن متر؛ ۱۵۱ پوند نیرو-فوت) at 0–1,400 rpm     |                                               |                                        |
| Theta II 2.4 MPi Hybrid | 2017–2022 | Combined                                 | 6-speed automatic | ۲۰۰ اسب بخار متری (۱۴۷ کیلووات؛ ۱۹۷ اسب بخار) at 5,500 rpm | ۲۷ کیلوگرم متر (۲۶۵ نیوتن متر؛ ۱۹۵ پوند نیرو-فوت)                      |                                               |                                        |
| LPG                     |           |                                          |                   |                                                            |                                                                        |                                               |                                        |
| Lambda II 3.0 LPi       | 2016–2022 | ۲٬۹۹۹ سانتی‌متر مکعب (۱۸۳٫۰ اینچ مکعب) V6 | 6-speed automatic | ۲۳۵ اسب بخار متری (۱۷۳ کیلووات؛ ۲۳۲ اسب بخار) at 6,000 rpm | ۲۸٫۶ کیلوگرم متر (۲۸۰ نیوتن متر؛ ۲۰۷ پوند نیرو-فوت) at 4,500 rpm       |                                               |                                        |
| Diesel                  |           |                                          |                   |                                                            |                                                                        |                                               |                                        |
| R II 2.2 CRDi           | 2016–2018 | ۲٬۱۹۹ سانتی‌متر مکعب (۱۳۴٫۲ اینچ مکعب) I4 | 8-speed automatic | ۲۰۲ اسب بخار متری (۱۴۹ کیلووات؛ ۱۹۹ اسب بخار) at 3,800 rpm | ۴۵٫۰ کیلوگرم متر (۴۴۱ نیوتن متر؛ ۳۲۵ پوند نیرو-فوت) at 1,750–2,750 rpm |                                               |                                        |

## جدول فروش[۲۰]
| ۲۰۰۰  | ۲۰۰۱   | ۲۰۰۲   | ۲۰۰۳   | ۲۰۰۴   | ۲۰۰۵   | ۲۰۰۶   | ۲۰۰۷   | ۲۰۰۸   | ۲۰۰۹  |
| ----- | ------ | ------ | ------ | ------ | ------ | ------ | ------ | ------ | ----- |
| ۲۰۰۴  | ۱۷٬۸۸۴ | ۱۶٬۶۶۶ | ۱۷٬۹۲۸ | ۱۶٬۶۳۰ | ۱۷٬۶۴۵ | ۲۶٬۸۳۳ | ۲۱٬۹۴۸ | ۱۴٬۴۶۱ | ۳٬۸۰۸ |
| ۲۰۱۰  | ۲۰۱۱   | ۲۰۱۲   | ۲۰۱۳   | ۲۰۱۴   | ۲۰۱۵   | ۲۰۱۶   | ۲۰۱۷   | ۲۰۱۸   | ۲۰۱۹  |
| ۳٬۰۵۱ | ۱٬۵۲۴  | ۸٬۴۳۱  | ۱۱٬۲۲۱ | ۷٬۲۳۲  | ۵٬۵۳۹  | ۴٬۹۴۲  | ۳٬۰۶۰  | —      | —     |